# 2011-es Eurovíziós Dalfesztivál
A 2011-es Eurovíziós Dalfesztivál (angolul és németül: Eurovision Song Contest 2011, franciául: Concours Eurovision de la chanson 2011) volt az ötvenhatodik Eurovíziós Dalfesztivál, amit a németországi Düsseldorfban rendeztek, mivel a 2010-es Eurovíziós Dalfesztivált a német versenyző, Lena Meyer-Landrut nyerte. Ez volt az első olyan alkalom, hogy a „Négy Nagy” ország valamelyike nyerte meg a dalfesztivált, a szabály 2000-es bevezetése óta. Két elődöntőt rendeztek, az elsőt 2011. május 10-én, a másodikat pedig május 12-én. A döntőre 2011. május 14-én került sor. 2010. december 27-én erősítette meg a Magyar Televízió, hogy egy év kihagyás után Magyarország is visszatér.

## A helyszín és a verseny témája
Németország korábban kétszer rendezett dalfesztivált: 1957-ben Frankfurt, 1983-ban München volt a házigazda. Az előző évben elért győzelem után előzetesen több német város is jelezte, hogy szívesen otthont adna a fesztiválnak. A végső jelöltek - amelyek hivatalos pályázatot nyújtottak be a rendezés jogának elnyeréséért - Hamburg, Hannover, Berlin és Düsseldorf voltak.
| Berlin Hamburg Hannover Gelsenkirchen Düsseldorf Köln Frankfurt München A Norddeutscher Rundfunk (NDR) közvetítési területe |

A végső döntést 2010. október 12-én  jelentette be az NDR, amely értelmében a düsseldorfi Fortuna Düsseldorf labdarúgócsapat stadionaként funkcionáló Esprit Arénát választották a 2011-es Eurovíziós Dalfesztivál helyszínéül. A hatvanezer fő befogadására alkalmas aréna a 2001-es versenynek otthont adó koppenhágai Parken Stadion óta a legnagyobb helyszín volt, ahol megrendezték a versenyt.
A verseny szlogenje „Feel your heart beat!”, azaz „Érezd a szívverésed!” volt. A logóban egy dobogó szív jelenik meg, amely többszínű fénycsíkokból épül fel. A színek a részt vevő országok zászlóinak színeit szimbolizálják, ami azokra az érzelmekre utal, amelyeket a zene vált ki belőlünk, és amelyek az Eurovíziós Dalfesztivál elengedhetetlen hozzátartozói: rajongás, szívverés, izgalom, szeretet és szenvedély. A logó ötletét a tavalyi győztes, Lena adta, aki az előző évi verseny alatt az egyik műsorvezetővel folytatott beszélgetése során szívet formált az ujjaiból, hogy megköszönje a szavazók támogatását.
A rendezés egyik nagy vívmánya volt, hogy az egész show-műsort a Thyssen felhőkarcolóra is kivetítették, vagyis az utcán ünneplő tízezres tömeg a világ legnagyobb tévéképernyőjévé váló épület falán nézhette a közvetítést.

## A résztvevők
Andorra, Monaco 2010 nyarán bejelentette, hogy nem kíván visszatérni a verseny mezőnyébe. Debütálását tervezte a dalfesztiválon Liechtenstein és Katar, de az EBU végül nem vette fel a taglistára egyik ország televíziós csatornáját sem, ahogy a magyarországi Duna TV-t sem, amely a 2010-es verseny közvetítése után szeretett volna teljes jogú taggá válni. Izrael az előzetes hírek ellenére nevezett a dalversenyre, miután az EBU engedélyezte nekik, hogy az első elődöntő dátumára eső nemzeti ünnepük figyelembevételével automatikusan a második elődöntőbe kerüljenek.
Négy, a korábbi évben nem részt vevő ország döntött a visszatérés mellett: három kihagyott verseny után indított újra versenyzőt Ausztria. Az osztrák köztelevízió döntésében az előző évi német győzelem is szerepet játszott. Visszatért a versenyhez az 1997 óta először nevező Olaszország, és a 2008-as debütálása óta távol maradó San Marino is. 2010. december 27-én erősítette meg a Magyar Televízió, hogy egy év kihagyás után Magyarország is visszatér. Szlovákia  előzetesen jelentkezett a versenyre, majd 2011. január 7-én bejelentette visszalépését a düsseldorfi versenytől, de az EBU által január 16-án nyilvánosságra hozott listán mégis szerepelt. Így végül 43 állam vett részt a 2011-es Eurovíziós Dalfesztiválon, mely megegyezik a 2008-as rekord létszámmal.
| Ország              | Műsorsugárzó       | Előadó                           | Dal                     | Nyelv           | Dalszerző(k)                                                                      |
| ------------------- | ------------------ | -------------------------------- | ----------------------- | --------------- | --------------------------------------------------------------------------------- |
| Albánia             | RTSH               | Aurela Gaçe                      | Feel the Passion        | angol           | Sokol Marsi Shpëtim Saraçi                                                        |
| Ausztria            | ORF                | Nadine Beiler                    | The Secret Is Love      | angol           | Nadine Beiler Thomas Rabitsch                                                     |
| Azerbajdzsán        | İTV                | Ell/Nikki                        | Running Scared          | angol           | Sandra Bjurman Iain James Farquharson Stefan Örn                                  |
| Belgium             | RTBF               | Witloof Bay                      | With Love Baby          | angol           | Benoît Giaux RoxorLoops                                                           |
| Bosznia-Hercegovina | BHRT               | Dino Merlin                      | Love in Rewind          | angol           | Dino Merlin                                                                       |
| Bulgária            | BNT                | Poli Genova                      | Na inat                 | bolgár          | Sebastian Arman David Bronner Poli Genova Borislav Milanov                        |
| Ciprus              | CyBC               | Christos Mylordos                | San aggelos s’agapisa   | görög           | Andréász Anasztásziú Mihálisz Antóniú                                             |
| Dánia               | DR                 | A Friend in London               | New Tomorrow            | angol           | Lise Cabble Jakob Schack Glæsner                                                  |
| Egyesült Királyság  | BBC                | Blue                             | I Can                   | angol           | Ciaron Bell Ben Collier Ian Hope Duncan James Liam Keenan Lee Ryan StarSign       |
| Észtország          | ERR                | Getter Jaani                     | Rockefeller Street      | angol           | Sven Lõhmus                                                                       |
| Fehéroroszország    | BTRC               | Anastasia Vinnikova              | I Love Belarus          | angol           | Szvitlana Gyeraszkova Eugene Oleynik                                              |
| Finnország          | Yle                | Paradise Oskar                   | Da da dam               | angol           | Axel Ehnström                                                                     |
| Franciaország       | France Télévisions | Amaury Vassili                   | Sognu                   | korzikai        | Quentin Bachelet Jean-Pierre Marcellesi Julie Miller Daniel Moyne                 |
| Görögország         | ERT                | Loucas Yiorkas feat. Stereo Mike | Watch My Dance          | angol, görög    | Jánnisz Krisztodulopúlósz Éleána Vrahálí                                          |
| Grúzia              | GPB                | Eldrine                          | One More Day            | angol           | Miheil Cselidze DJ BE$$ DJ Rock                                                   |
| Hollandia           | TROS               | 3JS                              | Never Alone             | angol           | Jan Dulles Jaap Kwakman Jaap de Witte                                             |
| Horvátország        | HRT                | Daria                            | Celebrate               | angol           | Boris Đurđević Marina Mudrinić                                                    |
| Írország            | RTÉ                | Jedward                          | Lipstick                | angol           | Lars Halvor Jensen Martin Michael Larsson Daniel Priddy                           |
| Izland              | RÚV                | Sjonni’s Friends                 | Coming Home             | angol           | Sjonni Brink Þórunn Erna Clausen                                                  |
| Izrael              | IBA                | Dana International               | Ding Dong               | héber, angol    | Dana International                                                                |
| Lengyelország       | TVP                | Magdalena Tul                    | Jestem                  | lengyel         | Magdalena Tul                                                                     |
| Lettország          | LTV                | Musiqq                           | Angel in Disguise       | angol           | Marats Ogļezņevs                                                                  |
| Litvánia            | LRT                | Evelina Sašenko                  | C’est ma vie            | angol           | Andrius Kairys Paulius Zdanavičius                                                |
| Macedónia           | MRT                | Vlatko Ilievski                  | Rusinka                 | macedón, angol  | Vladimir Dojčinovski Jovan Jovanov Grigor Koprov Marko Marinković "Slatkaristika" |
| Magyarország        | MTVA               | Wolf Kati                        | What About My Dreams?   | angol, magyar   | Geszti Péter Johnny K. Palmer Rácz Gergő Rakonczai Viktor                         |
| Málta               | PBS                | Glen Vella                       | One Life                | angol           | Fleur Balzan Paul Giordimaina                                                     |
| Moldova             | TRM                | Zdob și Zdub                     | So Lucky                | angol           | Marc Elsner Mihai Gîncu Roman Iagupov Andy Schuman                                |
| Németország         | NDR                | Lena                             | Taken by a Stranger     | angol           | Monica Birkenes Nicole Morier Gus Seyffert                                        |
| Norvégia            | NRK                | Stella Mwangi                    | Haba haba               | angol, szuahéli | Beyond51 Big City Stella Mwangi                                                   |
| Olaszország         | RAI                | Raphael Gualazzi                 | Madness of Love         | olasz, angol    | Raffaele Gualazzi                                                                 |
| Oroszország         | Pervij Kanal       | Alexey Vorobyov                  | Get You                 | angol, orosz    | AJ Junior Bilal "The Chef" RedOne Eric Sanicola Alexey Vorobyov                   |
| Örményország        | AMPTV              | Emmy                             | Boom Boom               | angol           | Hajk Harutjunján Hajk Hovhanniszján Szoszi Hanikján                               |
| Portugália          | RTP                | Homens da Luta                   | A luta é alegria        | portugál        | Vasco Duarte Jel                                                                  |
| Románia             | TVR                | Hotel FM                         | Change                  | angol           | Gabriel Băruţa Alexandra Ivan                                                     |
| San Marino          | SMRTV              | Senit                            | Stand By                | angol           | Radiosa Romani                                                                    |
| Spanyolország       | RTVE               | Lucía Pérez                      | Que me quiten lo bailao | spanyol         | Rafael Artesero                                                                   |
| Svájc               | SRG SSR            | Anna Rossinelli                  | In Love for a While     | angol           | David Klein                                                                       |
| Svédország          | SVT                | Eric Saade                       | Popular                 | angol           | Fredrik Kempe                                                                     |
| Szerbia             | RTS                | Nina                             | Čaroban                 | szerb           | Kristina Kovač                                                                    |
| Szlovákia           | RTVS               | TWiiNS                           | I’m Still Alive         | angol           | Branislav Jančich Sandra Nordstrom Bryan Todd                                     |
| Szlovénia           | RTVSLO             | Maja Keuc                        | No One                  | angol           | Matjaž Vlašič Urša Vlašič                                                         |
| Törökország         | TRT                | Yüksek Sadakat                   | Live It Up              | angol           | Ergün Arsal Kutlu Özmakinacı                                                      |
| Ukrajna             | NTU                | Mika Newton                      | Angel                   | angol           | Ruszlan Kvinta Marjina Szkomorohova                                               |

### Visszatérő előadók
Nem sokkal a 2010-es versenyen aratott győzelme után megerősítették, hogy Lena Meyer-Landrut szeretné megvédeni címét, így ő képviselte hazáját 2011-ben is. Hasonló eset mindössze kétszer fordult elő a dalfesztivál történetében: az 1956-os Eurovíziós Dalfesztivál győztese, Lys Assia egy évvel később utolsó előtti helyen zárt, míg az 1957-es nyertes, Corry Brokken a következő évben hazai pályán az utolsó helyen végzett, így eddig még nem volt példa sikeres címvédésre. Másodszor vett részt a bosnyák Dino Merlin is, aki 1999-ben országa addigi legjobb eredményét elérve a hetedik helyen zárt, az izlandi Sigurjón’s Friends egyik tagja, Gunnar Ólafsson, aki korábban a Two Tricky tagjaként szerepelt a 2001-es dalfesztiválon, a moldáv Zdob și Zdub, akik 2005-ben országuk legelső indulójaként hatodik helyen végeztek, valamint az izraeli Dana International, az 1998-as Eurovíziós Dalfesztivál győztese. 1958 óta először fordult elő, hogy ugyanabban az évben két korábbi győztes előadó is visszatért.
| Előadó                                   | Ország              | Előző év(ek)                     |
| ---------------------------------------- | ------------------- | -------------------------------- |
| Dino Merlin                              | Bosznia-Hercegovina | 1999 (Béatrice közreműködésében) |
| Gunnar Ólafsson (Sjonni’s Friends tagja) | Izland              | 2001 (Two Tricky tagjaként)      |
| Dana International                       | Izrael              | 1998 (győztes)                   |
| Zdob și Zdub                             | Moldova             | 2005                             |
| Lena                                     | Németország         | 2010 (győztes)                   |

### A magyar résztvevő
A Magyar Televízió 2011. március 9-én egy sajtótájékoztató keretében jelentette be, hogy a magyar versenydal Wolf Kati Szerelem, miért múlsz? című dalának angol és magyar kevert nyelven előadott változata, a What About My Dreams? lesz. A dal az elődöntőben 72 ponttal a hetedik helyen végzett, így továbbjutott a döntőbe ahol 53 ponttal a huszonkettedik helyen zárt. A magyar induló 2007 óta először vívta ki a döntőben való részvétel jogát.

## A versenyszabályok változása

Az első elődöntő résztvevői.
Az első elődöntőben szavazó döntősök.
A második elődöntő résztvevői.
A második elődöntőben szavazó döntősök.

2010. augusztus 28-án az EBU Referenciacsoportjának ülésén született döntés arról, hogy az egyes dalok mikor hozhatók legkorábban nyilvánosságra. A korábbi október elsejei dátum helyett ezt követően legkorábban szeptember elsején kiadott dalok nevezhetőek a versenyre. Emellett a döntő mezőnyének kérdéséről is határozat született: a korábbi években a Négy Nagy ország és a házigazda személyében öt automatikus döntős volt, ám ezúttal a Négy Nagy ország egyike, Németország egyben a házigazda is. Az augusztusi döntés értelmében nem bővítették volna az automatikus döntősök körét, hanem az előző években megszokott huszonöt helyett ezúttal huszonnégy fős lett volna a finálé, viszont az EBU 2010. december 31-én bejelentette, hogy Olaszország visszatérésével az eddigi Négy Nagy, Öt Nagyra bővül, így ismét huszonöt fős lesz a döntő.

### Az elődöntők felosztása
A harmincnyolc elődöntős országot hat kalapba osztották földrajzi elhelyezkedésük, és szavazási szokásaik alapján, a 2008-ban bevezetett módon. Január 17-én tartották a sorsolást, ahol a kalapok egyik fele az első elődöntőbe, a másik a második elődöntőbe került. Ennek célja a szavazás igazságosabbá tétele. A sorsolás során azt is eldöntötték, hogy az egyes országok az adott elődöntő első, vagy második felében fognak fellépni, így a delegációk előre tudták, mikor kell megérkezniük a próbákra. A végleges fellépési sorrend egy március 15-én tartott sorsolás után alakult ki. A sorsolás során a 2007-ben bevezetett módon néhány ország saját maga választhatta ki a sorszámát. E szabadkártyát a két elődöntő első és második felének, illetve a döntő fellépési sorrendjének sorsolása során elsőként kihúzott országok kapják. A szerencsések Lengyelország, Görögország, Szlovákia, Lettország és Spanyolország voltak.
| 1. kalap                                                                                       | 2. kalap                                                           | 3. kalap                                                                              | 4. kalap                                                                  | 5. kalap                                                          | 6. kalap                                                                      |
| ---------------------------------------------------------------------------------------------- | ------------------------------------------------------------------ | ------------------------------------------------------------------------------------- | ------------------------------------------------------------------------- | ----------------------------------------------------------------- | ----------------------------------------------------------------------------- |
| - Albánia - Bosznia-Hercegovina - Észak-Macedónia - Horvátország - Svájc - Szerbia - Szlovénia | - Dánia - Észtország - Finnország - Izland - Norvégia - Svédország | - Azerbajdzsán - Fehéroroszország - Grúzia - Izrael - Moldova - Oroszország - Ukrajna | - Belgium - Ciprus - Görögország - Hollandia - Örményország - Törökország | - Írország - Lettország - Litvánia - Málta - Portugália - Románia | - Ausztria - Bulgária - Lengyelország - Magyarország - San Marino - Szlovákia |

## A verseny

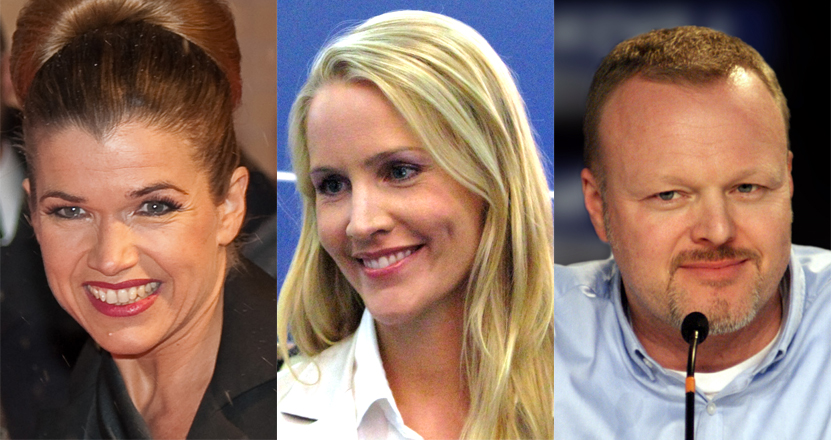
A műsor házigazdái, Anke Engelke, Judith Rakers és Stefan Raab

A három adásból álló műsorfolyamot élőben, HD minőségben közvetítette az M1, Gundel Takács Gábor helyszíni kommentálásában. Az adásokat megelőzően Novodomszky Éva műsorvezetésével, a felvezető műsorban tudhattunk meg kulisszatitkokat, érdekességeket a versenyről az első elődöntő, illetve a döntő előtt. Az utóbbiban médiatörténelmet írt a magyar televíziózás azzal, hogy a műsorral párhuzamosan, az RTL Klubon futó Csillag születik című tehetségkutató műsorral összekapcsolták egy percre az adást, melyben közösen szorítottak a magyar versenyzőért, Wolf Katiért.
Sorozatban másodszor, összesen harmadszor fordult elő, hogy három műsorvezető volt: Anke Engelke, Judith Rakers és Stefan Raab. Utóbbi 2000-ben maga is részt vett a versenyen, ahol az ötödik helyen végzett.
A dalok közötti képeslapok különböző német városokat, nevezetességeket mutattak be egy, az adott országból származó, Németországban élő, dolgozó ember szemszögéből. A képeslap a verseny szlogenjével zárult, amely mindig a soron következő ország nyelvén hangzott el.
A döntő nyitásaként Stefan Raab adta elő az előző évben győztes dal feldolgozását, az előadásba néhány másodperc erejéig bekapcsolódott a győztes énekes, Lena Meyer-Landrut is, aki a korábbi évekkel ellentétben azért nem adta elő a dalát, mert versenyzőként is részt vett. A szavazatok számlálása alatti szünetben egy német énekes, Jan Delay szórakoztatta a közönséget.

## A szavazás

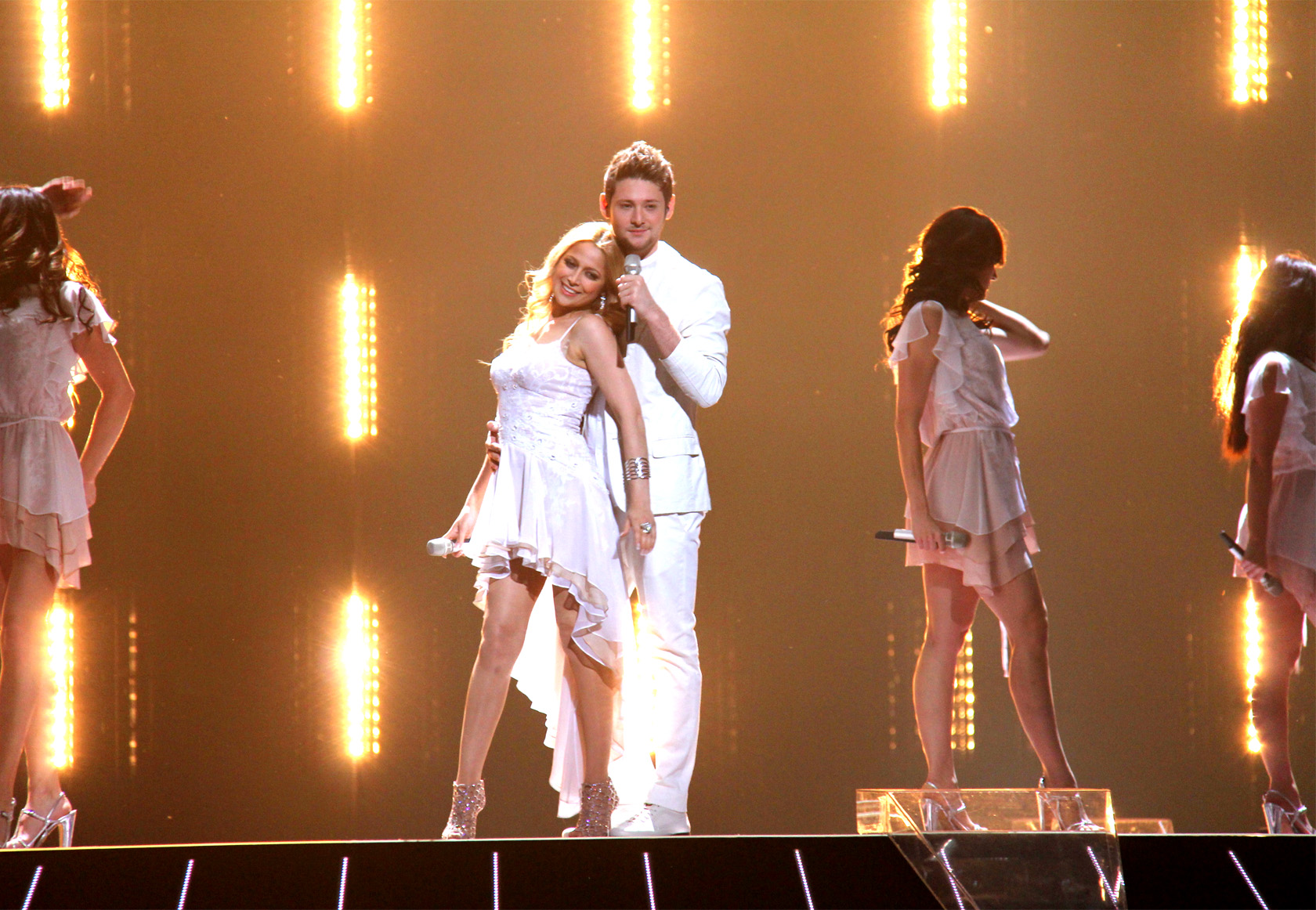
Ell és Nikki Azerbajdzsán első győzelmét szerezte.

A verseny előtt esélyesnek tartották az Egyesült Királyságot, Észtországot, Franciaországot, Magyarországot és Svédországot.
A szavazás az elődöntőkben és a döntőben is azonos módon történt: mindegyik ország rendelkezett egy ötfős szakmai zsűrivel, és az ő pontjaik, valamint a nézők telefonos szavazatai közösen alakították ki az országonkénti eredményeket. Az elődöntők eredményeit a döntő után hozták nyilvánosságra: mindkét elődöntőben egyetlen pont döntött a továbbjutásról. Az első elődöntőben Málta és Örményország, a második elődöntőben Belgium maradt le egy ponttal a továbbjutást érő tíz hely egyikéről. Az első elődöntőben Lengyelország végzett az utolsó helyen, történetük során először, míg a második elődöntőben Hollandia zárt a tabella legalján: ők 1968 óta először lettek utolsók.
A döntőben a szavazás során összesen hat ország váltotta egymást az élen. A szavazás felénél állt az élre Azerbajdzsán, és onnantól kezdve előnyüket végig őrizve első győzelmüket aratták. A győzelem a korábbi évekkel ellentétben nem volt fölényes: az elődöntők 2004-es bevezetése, ezáltal a résztvevők számának megemelkedése óta a 221 pont a legalacsonyabb amivel nyerni lehetett. Emellett a győztes dal mindössze három országtól gyűjtötte be a maximális tizenkét pontot. Második helyen a tizenhárom év után visszatérő Olaszország végzett. Korábban egyszer, 1974-ben végeztek a második helyen. A harmadik helyen a második elődöntő győztese, Svédország végzett. Az első elődöntőben még Azerbajdzsánt megelőzve élen záró Görögország a döntőben a hetedik helyen zárt, ezzel sorozatban nyolcadszor is az első tíz között tudtak végezni. A döntőben az utolsó helyen Svájc végzett, akik az első elődöntőből tizedik helyen jutottak tovább.
A házigazda Németország a tizedik helyen végzett, így Lena Meyer-Landrutnak nem sikerült megvédenie a címét. Sorozatban másodszor fordult elő, hogy a hazai közönség egyszer sem örülhetett a maximális 12 pontnak. A német dalon kívül a döntőben mindössze négy olyan dal volt, amely nem kapott legalább egyszer tizenkét pontot. Magyarország pontjait Novodomszky Éva hirdette ki, a tizenkét pontot Izland dala kapta. Magyarország a finn szavazóktól szerzett tizenkét pontot.

## Első elődöntő

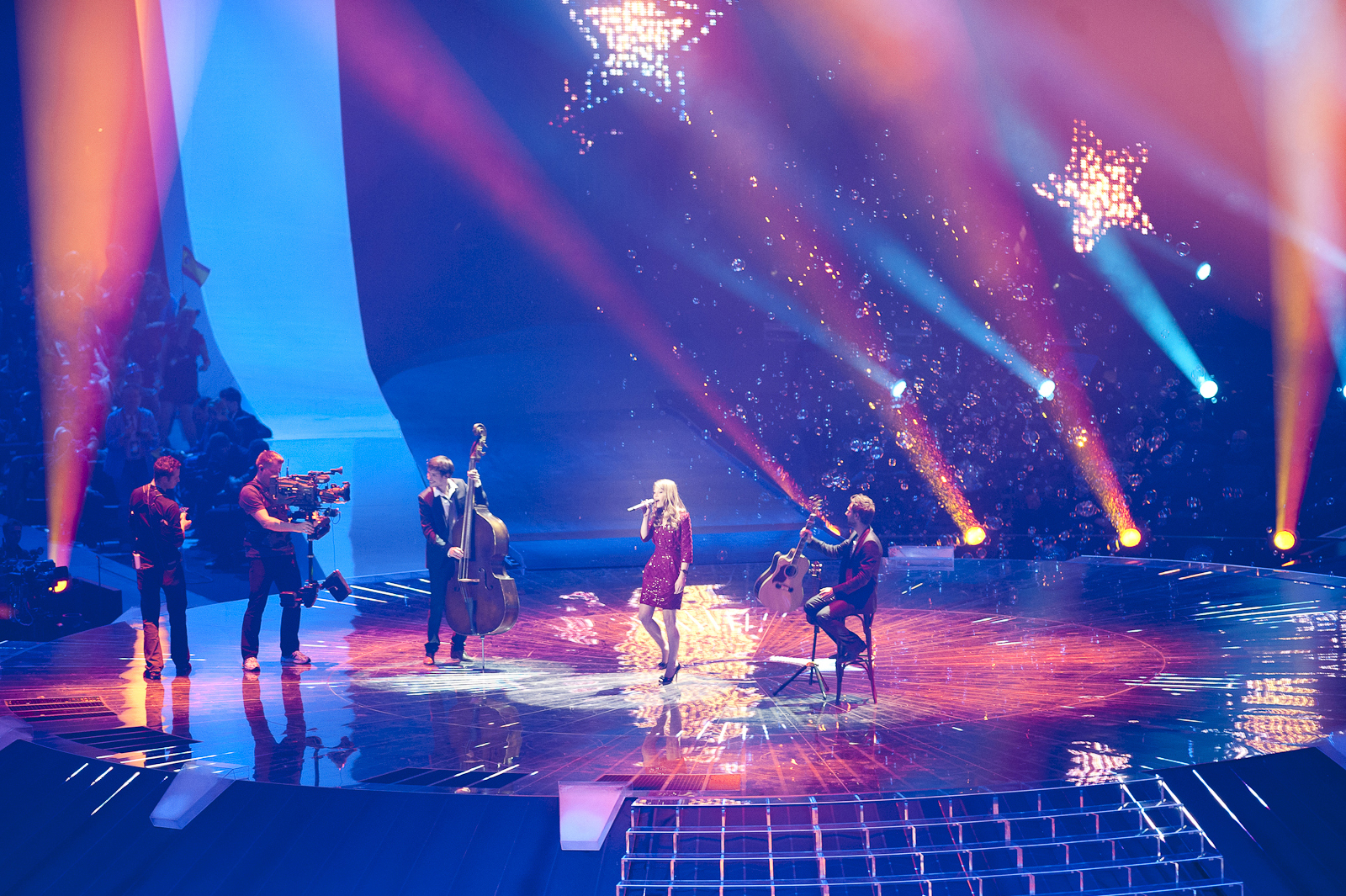
Anna Rossinelli

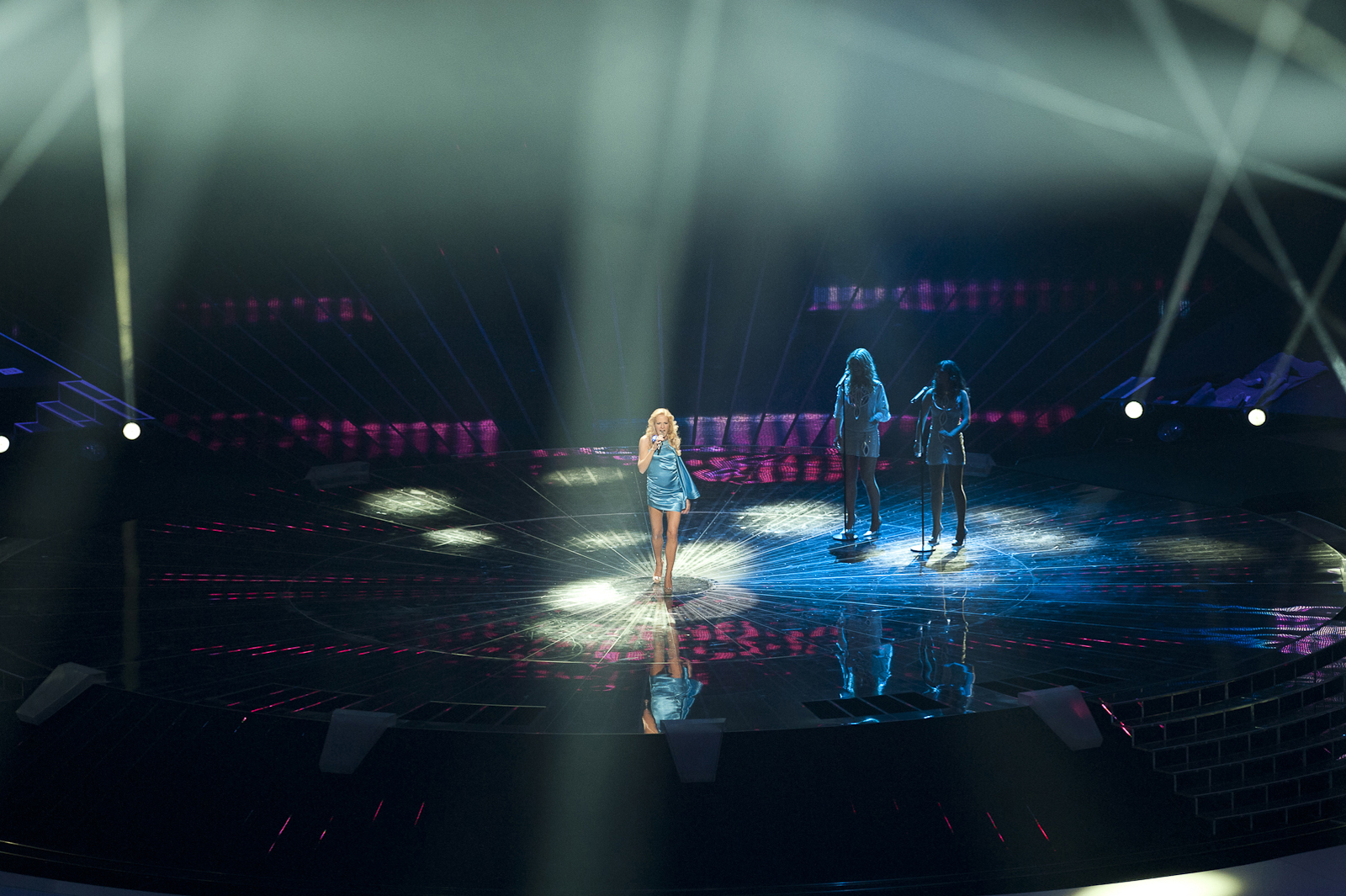
Wolf Kati

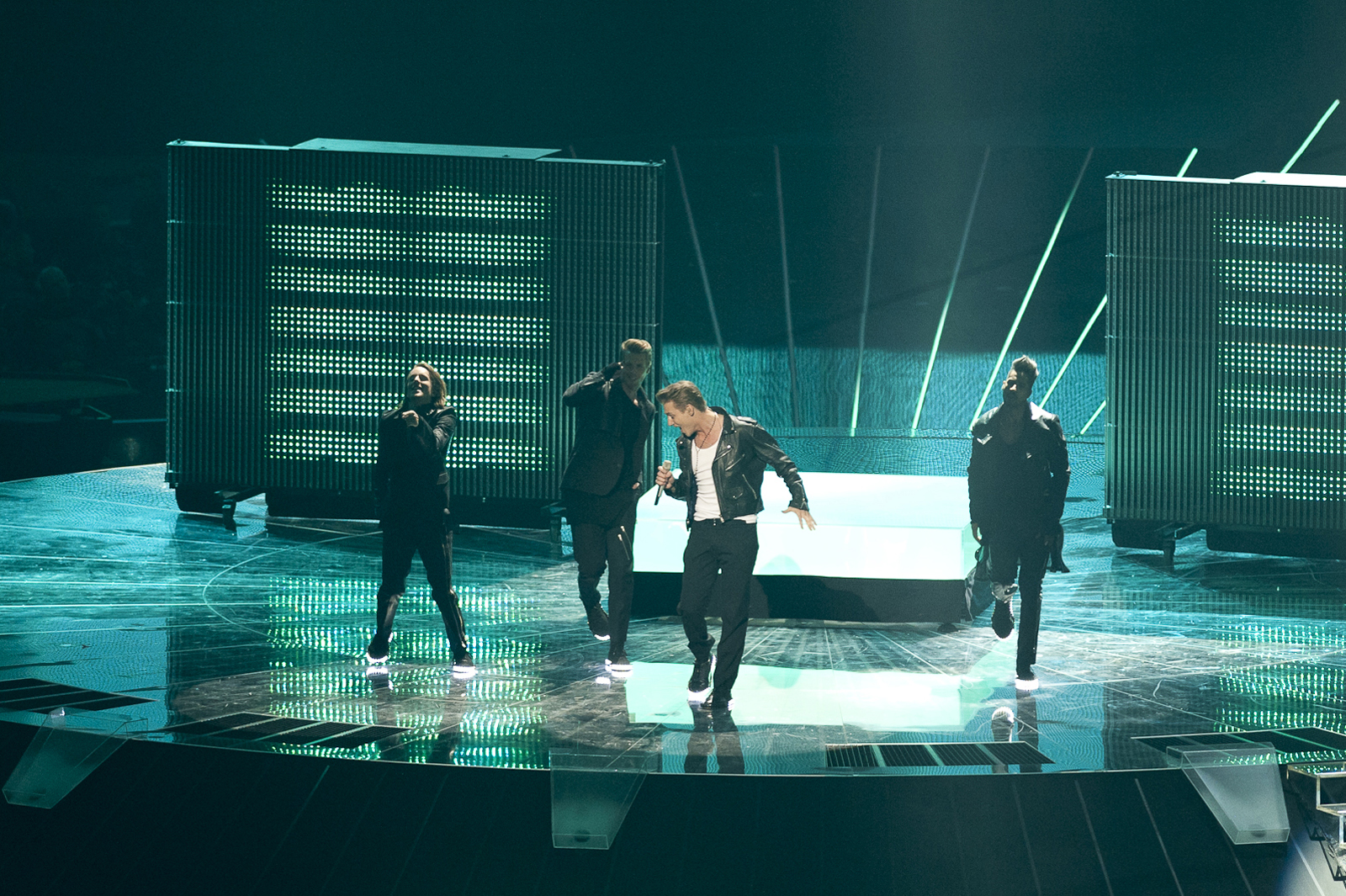
Alexej Vorobjov

Az első elődöntőt május 10-én rendezték tizenkilenc ország részvételével. Az egyes országok által kiosztott pontok telefonos szavazás, illetve szakmai zsűrik szavazatai alapján alakultak ki, mely alapján az első tíz helyezett jutott tovább a döntőbe. A részt vevő országokon kívül az  Egyesült Királyság és  Spanyolország is az első elődöntőben szavazott.
| #  | Ország        | Előadó                           | Dal                   | Helyezés | Pontszám |
| -- | ------------- | -------------------------------- | --------------------- | -------- | -------- |
| 01 | Lengyelország | Magdalena Tul                    | Jestem                | 19.      | 18       |
| 02 | Norvégia      | Stella Mwangi                    | Haba haba             | 17.      | 30       |
| 03 | Albánia       | Aurela Gaçe                      | Feel the Passion      | 14.      | 47       |
| 04 | Örményország  | Emmy                             | Boom Boom             | 12.      | 54       |
| 05 | Törökország   | Yüksek Sadakat                   | Live It Up            | 13.      | 47       |
| 06 | Szerbia       | Nina                             | Čaroban               | 8.       | 67       |
| 07 | Oroszország   | Alexey Vorobyov                  | Get You               | 9.       | 64       |
| 08 | Svájc         | Anna Rossinelli                  | In Love for a While   | 10.      | 55       |
| 09 | Grúzia        | Eldrine                          | One More Day          | 6.       | 74       |
| 10 | Finnország    | Paradise Oskar                   | Da da dam             | 3.       | 103      |
| 11 | Málta         | Glen Vella                       | One Life              | 11.      | 54       |
| 12 | San Marino    | Senit                            | Stand By              | 16.      | 34       |
| 13 | Horvátország  | Daria                            | Celebrate             | 15.      | 41       |
| 14 | Izland        | Sjonni’s Friends                 | Coming Home           | 4.       | 100      |
| 15 | Magyarország  | Wolf Kati                        | What About My Dreams? | 7.       | 72       |
| 16 | Portugália    | Homens da Luta                   | A luta é alegria      | 18.      | 22       |
| 17 | Litvánia      | Evelina Sašenko                  | C’est ma vie          | 5.       | 81       |
| 18 | Azerbajdzsán  | Ell/Nikki                        | Running Scared        | 2.       | 122      |
| 19 | Görögország   | Loucas Yiorkas feat. Stereo Mike | Watch My Dance        | 1.       | 133      |

### Ponttáblázat
|               | Szavazók      | Szavazók | Szavazók | Szavazók     | Szavazók    | Szavazók | Szavazók    | Szavazók | Szavazók | Szavazók   | Szavazók | Szavazók   | Szavazók     | Szavazók | Szavazók     | Szavazók   | Szavazók | Szavazók     | Szavazók    | Szavazók      | Szavazók           | Szavazók |
| Össz          | Lengyelország | Norvégia | Albánia  | Örményország | Törökország | Szerbia  | Oroszország | Svájc    | Grúzia   | Finnország | Málta    | San Marino | Horvátország | Izland   | Magyarország | Portugália | Litvánia | Azerbajdzsán | Görögország | Spanyolország | Egyesült Királyság |          |
| ------------- | ------------- | -------- | -------- | ------------ | ----------- | -------- | ----------- | -------- | -------- | ---------- | -------- | ---------- | ------------ | -------- | ------------ | ---------- | -------- | ------------ | ----------- | ------------- | ------------------ | -------- |
| Lengyelország | 18            |          | 3        |              |             |          |             |          |          | 4          |          |            |              |          |              | 4          |          | 2            |             |               |                    | 5        |
| Norvégia      | 30            | 1        |          | 1            | 1           |          |             |          | 2        |            | 8        | 4          |              |          | 10           |            | 2        |              | 1           |               |                    |          |
| Albánia       | 47            |          |          |              |             | 8        |             |          | 6        |            |          |            | 8            | 7        |              |            | 4        |              | 2           | 12            |                    |          |
| Örményország  | 54            | 2        |          |              |             | 7        |             | 8        |          | 8          |          | 7          | 7            |          | 4            |            |          |              |             | 8             | 3                  |          |
| Törökország   | 47            |          |          | 12           |             |          |             | 2        | 5        | 3          |          | 2          | 10           |          |              |            |          |              | 12          |               |                    | 1        |
| Szerbia       | 67            | 6        | 7        | 2            |             |          |             | 4        | 12       |            | 7        | 3          | 3            | 12       | 5            |            | 1        | 3            |             |               | 2                  |          |
| Oroszország   | 64            |          | 4        | 3            | 12          | 3        | 6           |          |          | 5          | 3        |            | 1            | 5        | 3            | 3          | 3        | 5            | 5           | 3             |                    |          |
| Svájc         | 55            | 3        | 6        |              | 3           |          | 2           |          |          |            | 6        |            |              | 2        | 6            | 8          | 5        | 6            |             |               | 6                  | 2        |
| Grúzia        | 74            | 5        |          |              | 8           | 10       | 4           | 5        |          |            | 1        | 8          | 2            |          |              | 1          |          | 12           | 8           | 10            |                    |          |
| Finnország    | 103           | 10       | 12       |              | 6           | 1        | 3           | 12       | 10       |            |          |            |              | 3        | 12           | 6          | 8        | 7            | 3           |               | 4                  | 6        |
| Málta         | 54            |          | 2        | 6            | 7           | 2        | 5           |          |          | 6          |          |            | 12           | 4        |              | 2          |          | 1            | 7           |               |                    |          |
| San Marino    | 34            |          |          | 8            | 5           | 5        |             |          |          | 1          |          | 6          |              | 1        |              |            |          |              | 6           | 2             |                    |          |
| Horvátország  | 41            |          |          | 7            |             |          | 12          | 1        |          |            |          | 12         | 4            |          | 1            |            |          |              | 4           |               |                    |          |
| Izland        | 100           | 4        | 10       |              | 2           |          | 8           | 3        | 8        |            | 10       |            |              |          |              | 12         | 10       | 8            |             | 6             | 12                 | 7        |
| Magyarország  | 72            |          | 5        |              |             | 6        | 10          |          |          |            | 12       | 1          |              | 6        | 7            |            |          |              |             | 5             | 10                 | 10       |
| Portugália    | 22            |          |          | 4            |             |          |             |          | 4        | 2          |          |            |              |          |              |            |          |              |             | 1             | 8                  | 3        |
| Litvánia      | 81            | 12       | 8        |              | 4           |          | 1           | 7        | 3        | 10         | 2        |            |              |          | 2            | 5          | 6        |              |             | 4             | 5                  | 12       |
| Azerbajdzsán  | 122           | 8        |          | 5            |             | 12       |             | 10       | 1        | 12         | 5        | 10         | 5            | 10       | 8            | 7          | 7        | 10           |             | 7             | 1                  | 4        |
| Görögország   | 133           | 7        | 1        | 10           | 10          | 4        | 7           | 6        | 7        | 7          | 4        | 5          | 6            | 8        |              | 10         | 12       | 4            | 10          |               | 7                  | 8        |

A sorok és az oszlopok a fellépés sorrendjében vannak rendezve. Az utolsó két oszlopban az itt szavazó automatikus döntősök az angol ábécé szerinti sorrendben találhatók meg.

### Zsűri és nézői szavazatpontok külön
A teljes zsűri és nézői szavazatpontokat külön, 2011 májusában hozta nyilvánosságra az EBU.
| Helyezés | Nézői szavazat | Pontszám | Zsűri         | Pontszám |
| -------- | -------------- | -------- | ------------- | -------- |
| 1.       | Görögország    | 154      | Litvánia      | 113      |
| 2.       | Azerbajdzsán   | 124      | Azerbajdzsán  | 109      |
| 3.       | Finnország     | 111      | Izland        | 104      |
| 4.       | Oroszország    | 93       | Szerbia       | 102      |
| 5.       | Grúzia         | 90       | Finnország    | 86       |
| 6.       | Izland         | 79       | Málta         | 84       |
| 7.       | Örményország   | 75       | Svájc         | 76       |
| 8.       | Magyarország   | 73       | San Marino    | 74       |
| 9.       | Norvégia       | 56       | Görögország   | 74       |
| 10.      | Törökország    | 54       | Magyarország  | 65       |
| 11.      | Litvánia       | 52       | Albánia       | 61       |
| 12.      | Svájc          | 45       | Törökország   | 58       |
| 13.      | Albánia        | 42       | Grúzia        | 51       |
| 14.      | Szerbia        | 42       | Horvátország  | 49       |
| 15.      | Portugália     | 39       | Örményország  | 33       |
| 16.      | Horvátország   | 32       | Oroszország   | 31       |
| 17.      | Lengyelország  | 25       | Norvégia      | 29       |
| 18.      | Málta          | 24       | Lengyelország | 13       |
| 19.      | San Marino     | 8        | Portugália    | 6        |

## Második elődöntő

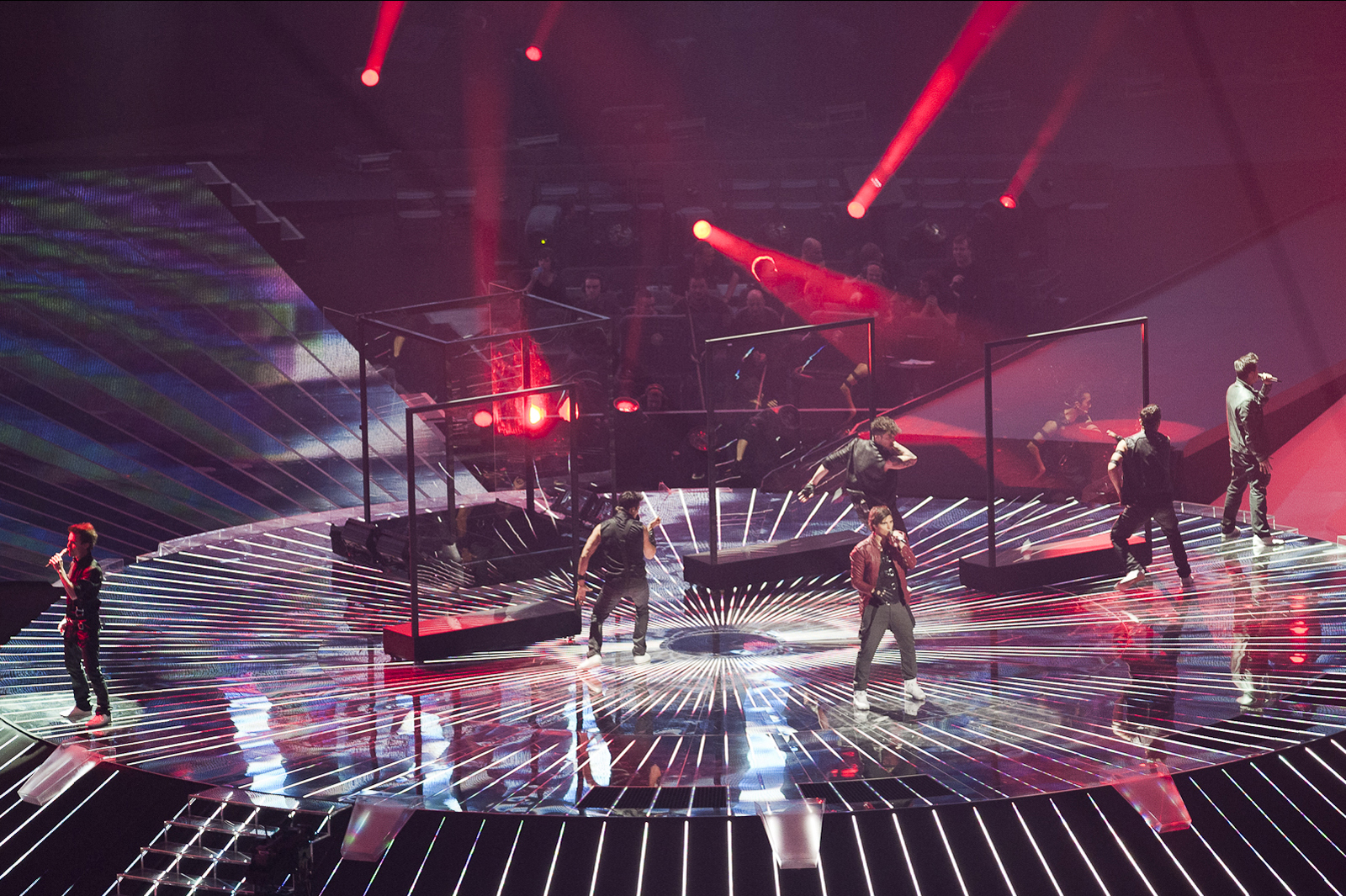
Eric Saade

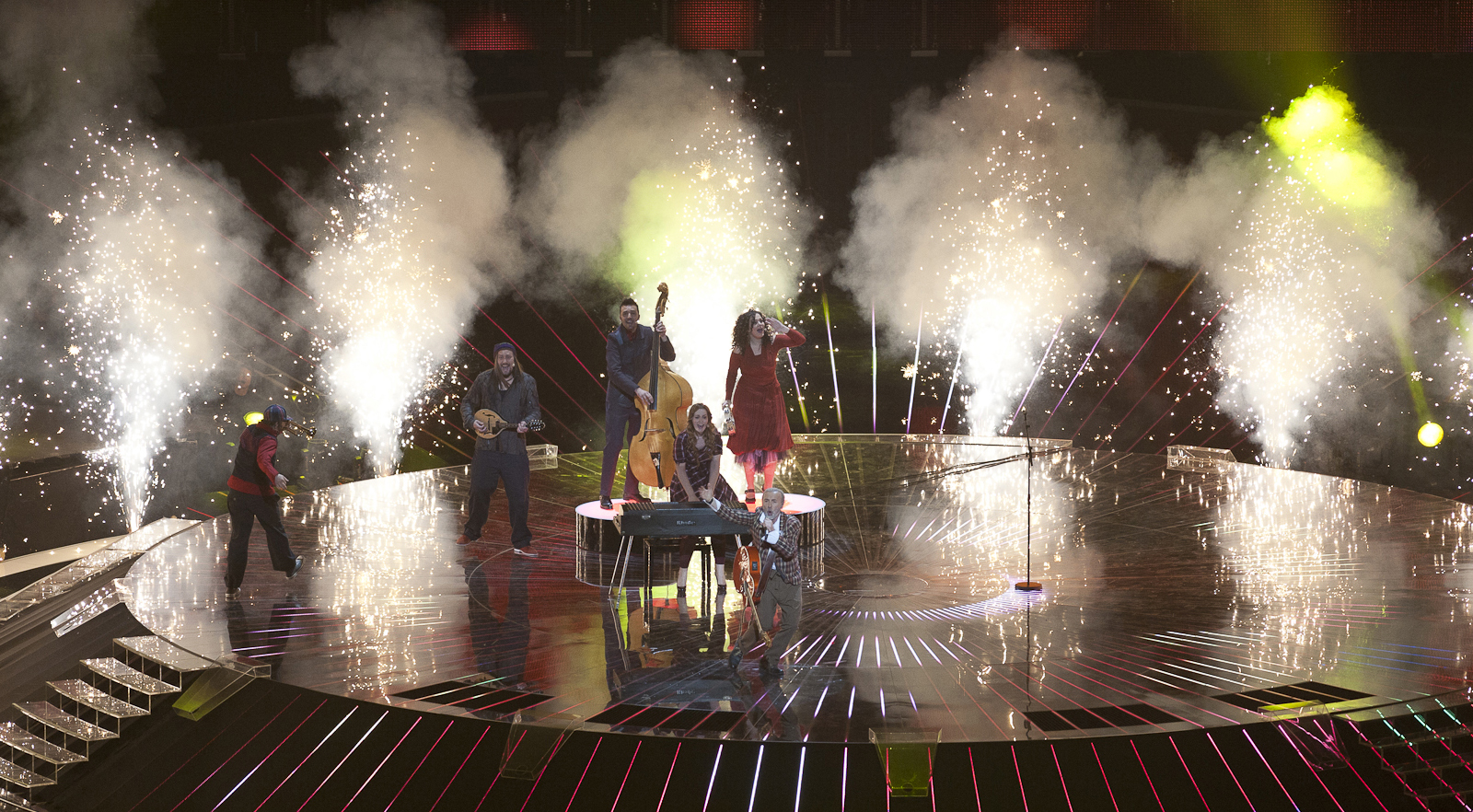
Dino Merlin

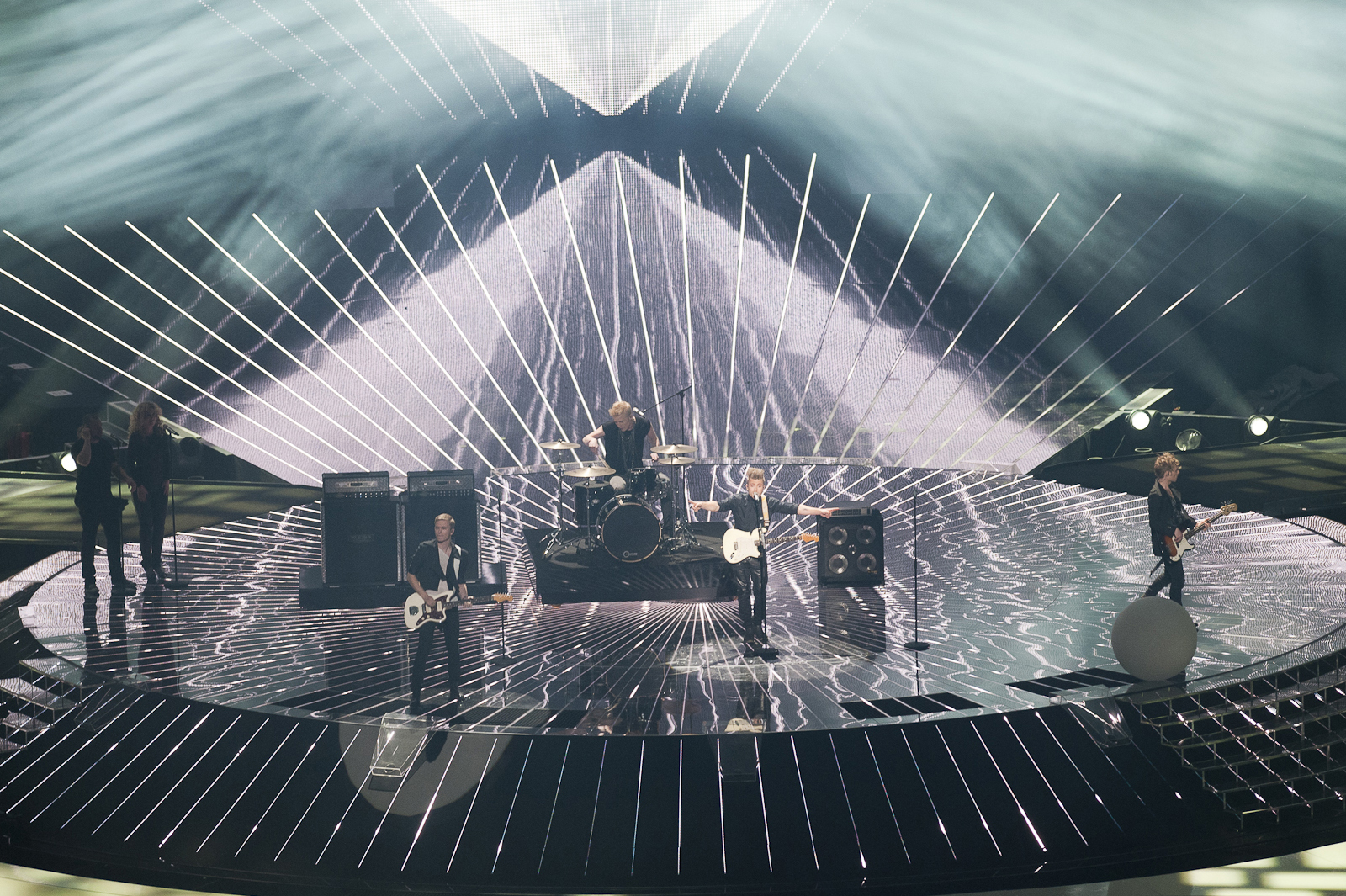
A Friend in London

A második elődöntőt május 12-én rendezték meg tizenkilenc ország részvételével. Az egyes országok által kiosztott pontok telefonos szavazás, illetve szakmai zsűrik szavazatai alapján alakultak ki, mely alapján az első tíz helyezett jutott tovább a döntőbe. A részt vevő országokon kívül  Franciaország,  Németország és  Olaszország is a második elődöntőben szavazott.
| #  | Ország              | Előadó              | Dal                   | Helyezés | Pontszám |
| -- | ------------------- | ------------------- | --------------------- | -------- | -------- |
| 01 | Bosznia-Hercegovina | Dino Merlin         | Love in Rewind        | 5.       | 109      |
| 02 | Ausztria            | Nadine Beiler       | The Secret Is Love    | 7.       | 69       |
| 03 | Hollandia           | 3JS                 | Never Alone           | 19.      | 13       |
| 04 | Belgium             | Witloof Bay         | With Love Baby        | 11.      | 53       |
| 05 | Szlovákia           | TWiiNS              | I’m Still Alive       | 13.      | 48       |
| 06 | Ukrajna             | Mika Newton         | Angel                 | 6.       | 81       |
| 07 | Moldova             | Zdob și Zdub        | So Lucky              | 10.      | 54       |
| 08 | Svédország          | Eric Saade          | Popular               | 1.       | 155      |
| 09 | Ciprus              | Christos Mylordos   | San aggelos s’agapisa | 18.      | 16       |
| 10 | Bulgária            | Poli Genova         | Na inat               | 12.      | 48       |
| 11 | Macedónia           | Vlatko Ilievski     | Rusinka               | 16.      | 36       |
| 12 | Izrael              | Dana International  | Ding Dong             | 15.      | 38       |
| 13 | Szlovénia           | Maja Keuc           | No One                | 3.       | 112      |
| 14 | Románia             | Hotel FM            | Change                | 4.       | 111      |
| 15 | Észtország          | Getter Jaani        | Rockefeller Street    | 9.       | 60       |
| 16 | Fehéroroszország    | Anastasia Vinnikova | I Love Belarus        | 14.      | 45       |
| 17 | Lettország          | Musiqq              | Angel in Disguise     | 17.      | 25       |
| 18 | Dánia               | A Friend in London  | New Tomorrow          | 2.       | 135      |
| 19 | Írország            | Jedward             | Lipstick              | 8.       | 68       |

### Ponttáblázat
|                     | Szavazók            | Szavazók | Szavazók  | Szavazók | Szavazók  | Szavazók | Szavazók | Szavazók   | Szavazók | Szavazók | Szavazók  | Szavazók | Szavazók  | Szavazók | Szavazók   | Szavazók         | Szavazók   | Szavazók | Szavazók | Szavazók      | Szavazók    | Szavazók    | Szavazók |
| Össz                | Bosznia-Hercegovina | Ausztria | Hollandia | Belgium  | Szlovákia | Ukrajna  | Moldova  | Svédország | Ciprus   | Bulgária | Macedónia | Izrael   | Szlovénia | Románia  | Észtország | Fehéroroszország | Lettország | Dánia    | Írország | Franciaország | Németország | Olaszország |          |
| ------------------- | ------------------- | -------- | --------- | -------- | --------- | -------- | -------- | ---------- | -------- | -------- | --------- | -------- | --------- | -------- | ---------- | ---------------- | ---------- | -------- | -------- | ------------- | ----------- | ----------- | -------- |
| Bosznia-Hercegovina | 109                 |          | 12        | 10       | 4         | 12       | 4        |            | 8        |          |           | 12       |           | 12       |            |                  | 5          | 2        | 7        |               | 10          | 7           | 4        |
| Ausztria            | 69                  | 7        |           | 3        |           | 5        | 1        |            | 4        | 4        | 10        |          | 1         | 7        |            | 2                |            |          | 5        | 2             | 1           | 12          | 5        |
| Hollandia           | 13                  |          |           |          | 8         |          |          |            |          |          | 5         |          |           |          |            |                  |            |          |          |               |             |             |          |
| Belgium             | 53                  | 8        | 1         | 6        |           |          |          | 6          |          | 2        | 6         |          | 2         | 2        | 8          | 1                |            | 3        |          |               | 6           |             | 2        |
| Szlovákia           | 48                  | 6        | 3         |          | 3         |          | 12       | 7          |          |          |           | 3        |           | 3        | 3          |                  | 3          |          |          | 5             |             |             |          |
| Ukrajna             | 81                  | 4        |           |          |           | 10       |          | 8          | 3        | 5        | 3         | 6        | 8         | 6        | 2          | 7                | 12         |          | 1        |               |             |             | 6        |
| Moldova             | 54                  |          |           |          |           | 4        |          |            |          |          | 2         | 5        | 4         |          | 12         |                  | 10         | 1        |          | 4             |             | 5           | 7        |
| Svédország          | 155                 | 5        | 10        | 12       | 12        | 7        | 5        | 3          |          | 12       |           | 2        | 12        | 5        | 7          | 12               | 8          | 7        | 12       | 8             | 12          | 1           | 3        |
| Ciprus              | 16                  |          |           |          |           |          | 6        |            |          |          |           |          |           |          |            |                  |            |          |          |               |             | 2           | 8        |
| Bulgária            | 48                  |          | 2         | 2        | 1         |          |          | 5          | 1        | 10       |           | 1        |           | 4        |            |                  |            |          | 4        | 1             | 3           | 4           | 10       |
| Macedónia           | 36                  | 10       |           |          |           |          | 7        | 1          |          |          |           |          | 3         | 8        |            |                  | 7          |          |          |               |             |             |          |
| Izrael              | 38                  |          |           | 5        | 2         |          |          |            | 5        | 1        |           | 7        |           |          | 4          |                  | 6          |          |          |               | 7           |             | 1        |
| Szlovénia           | 112                 | 12       | 8         | 8        |           | 8        |          | 4          |          | 7        | 8         | 10       | 6         |          | 10         | 5                |            | 4        | 8        | 6             | 5           | 3           |          |
| Románia             | 111                 |          | 6         | 4        | 10        | 6        |          | 12         | 7        | 8        | 1         | 4        | 7         |          |            | 6                |            | 5        | 6        | 3             | 8           | 6           | 12       |
| Észtország          | 60                  |          | 5         |          | 6         |          | 8        |            | 6        |          | 4         |          | 5         |          |            |                  | 1          | 8        | 3        | 10            | 4           |             |          |
| Fehéroroszország    | 45                  | 2        |           |          |           | 1        | 10       | 10         |          | 3        |           | 8        |           |          | 1          | 4                |            | 6        |          |               |             |             |          |
| Lettország          | 25                  |          | 4         |          |           |          |          |            | 2        |          |           |          |           |          |            | 8                | 2          |          | 2        | 7             |             |             |          |
| Dánia               | 135                 | 1        | 7         | 7        | 7         | 3        | 3        | 2          | 12       | 6        | 12        |          | 10        | 10       | 5          | 10               | 4          | 12       |          | 12            | 2           | 10          |          |
| Írország            | 68                  | 3        |           | 1        | 5         | 2        | 2        |            | 10       |          | 7         |          |           | 1        | 6          | 3                |            | 10       | 10       |               |             | 8           |          |

A sorok és az oszlopok a fellépés sorrendjében vannak rendezve. Az utolsó három oszlopban az itt szavazó automatikus döntősök ábécésorrendben találhatók meg.

### Zsűri és nézői szavazatpontok külön
A teljes zsűri és televoting pontokat külön, 2011 májusában hozta nyilvánosságra az EBU.
| Helyezés | Nézői szavazat      | Pontszám | Zsűri               | Pontszám |
| -------- | ------------------- | -------- | ------------------- | -------- |
| 1.       | Svédország          | 159      | Szlovénia           | 146      |
| 2.       | Bosznia-Hercegovina | 131      | Dánia               | 129      |
| 3.       | Románia             | 121      | Svédország          | 99       |
| 4.       | Dánia               | 115      | Ausztria            | 95       |
| 5.       | Ukrajna             | 91       | Románia             | 85       |
| 6.       | Írország            | 78       | Észtország          | 83       |
| 7.       | Szlovénia           | 68       | Ukrajna             | 76       |
| 8.       | Moldova             | 61       | Belgium             | 71       |
| 9.       | Fehéroroszország    | 54       | Szlovákia           | 71       |
| 10.      | Ausztria            | 52       | Írország            | 66       |
| 11.      | Izrael              | 51       | Bosznia-Hercegovina | 65       |
| 12.      | Belgium             | 50       | Bulgária            | 59       |
| 13.      | Észtország          | 46       | Moldova             | 53       |
| 14.      | Bulgária            | 43       | Macedónia           | 47       |
| 15.      | Lettország          | 43       | Fehéroroszország    | 38       |
| 16.      | Szlovákia           | 40       | Izrael              | 36       |
| 17.      | Macedónia           | 33       | Ciprus              | 24       |
| 18.      | Ciprus              | 23       | Hollandia           | 22       |
| 19.      | Hollandia           | 17       | Lettország          | 11       |

## Döntő
A döntőt május 14-én rendezték. A huszonöt fős mezőnyt a következő országok alkották:
- az első elődöntő első tíz helyezettje:  Görögország,  Azerbajdzsán,  Finnország,  Izland,  Litvánia,  Grúzia,  Magyarország,  Szerbia,  Oroszország,  Svájc
- a második elődöntő első tíz helyezettje:  Svédország,  Dánia,  Szlovénia,  Románia,  Bosznia-Hercegovina,  Ukrajna,  Ausztria,  Írország,  Észtország,  Moldova
- a házigazda ország, egyben az előző év győztese:  Németország,
- az automatikusan döntős „Öt Nagy”:  Egyesült Királyság,  Franciaország,  Németország,  Olaszország,  Spanyolország

| #  | Ország              | Előadó                           | Dal                     | Helyezés | Pontszám |
| -- | ------------------- | -------------------------------- | ----------------------- | -------- | -------- |
| 01 | Finnország          | Paradise Oskar                   | Da da dam               | 21.      | 57       |
| 02 | Bosznia-Hercegovina | Dino Merlin                      | Love in Rewind          | 6.       | 125      |
| 03 | Dánia               | A Friend in London               | New Tomorrow            | 5.       | 134      |
| 04 | Litvánia            | Evelina Sašenko                  | C’est ma vie            | 19.      | 63       |
| 05 | Magyarország        | Wolf Kati                        | What About My Dreams?   | 22.      | 53       |
| 06 | Írország            | Jedward                          | Lipstick                | 8.       | 119      |
| 07 | Svédország          | Eric Saade                       | Popular                 | 3.       | 185      |
| 08 | Észtország          | Getter Jaani                     | Rockefeller Street      | 24.      | 44       |
| 09 | Görögország         | Loucas Yiorkas feat. Stereo Mike | Watch My Dance          | 7.       | 120      |
| 10 | Oroszország         | Alexey Vorobyov                  | Get You                 | 16.      | 77       |
| 11 | Franciaország       | Amaury Vassili                   | Sognu                   | 15.      | 82       |
| 12 | Olaszország         | Raphael Gualazzi                 | Madness of Love         | 2.       | 189      |
| 13 | Svájc               | Anna Rossinelli                  | In Love for a While     | 25.      | 19       |
| 14 | Egyesült Királyság  | Blue                             | I Can                   | 11.      | 100      |
| 15 | Moldova             | Zdob și Zdub                     | So Lucky                | 12.      | 97       |
| 16 | Németország         | Lena                             | Taken by a Stranger     | 10.      | 107      |
| 17 | Románia             | Hotel FM                         | Change                  | 17.      | 77       |
| 18 | Ausztria            | Nadine Beiler                    | The Secret Is Love      | 18.      | 64       |
| 19 | Azerbajdzsán        | Ell/Nikki                        | Running Scared          | 1.       | 221      |
| 20 | Szlovénia           | Maja Keuc                        | No One                  | 13.      | 96       |
| 21 | Izland              | Sjonni’s Friends                 | Coming Home             | 20.      | 61       |
| 22 | Spanyolország       | Lucía Pérez                      | Que me quiten lo bailao | 23.      | 50       |
| 23 | Ukrajna             | Mika Newton                      | Angel                   | 4.       | 159      |
| 24 | Szerbia             | Nina                             | Čaroban                 | 14.      | 85       |
| 25 | Grúzia              | Eldrine                          | One More Day            | 9.       | 110      |

### Pontbejelentők
Az előző évekkel ellentétben a szavazás sorrendjét nem sorsolással döntötték el, hanem a főpróba alapján szavazó szakmai zsűrik pontjai alapján mesterségesen állították össze, hogy lehetőség szerint minél izgalmasabb legyen. A szóvivők között ezúttal is több, korábban részt vevő énekes volt: az azeri Safura (2010), az észt Piret Järvis (Vanilla Ninja tagjaként, 2005), a finn Susan Aho (Kuunkuiskaajat tagjaként, 2010), a grúz Sopho Nizharadze (2010), a lett Aisha (2010), a moldáv Geta Burlacu (2008), a holland Mandy Huydts (Frizzle Sizzle tagjaként, 1986), az orosz Dima Bilan (2006, 2008), a san marinói Nicola Della Valle (Miodio tagjaként, 2008) és az ukrán Ruslana (2004). A szavazás sorrendje a következőképpen alakult:
| 1. Oroszország – Dima Bilan 2. Bulgária – Marija Ilieva 3. Hollandia – Mandy Huydts 4. Olaszország – Raffaella Carrà 5. Ciprus – Lúkasz Hámatszosz 6. Ukrajna – Ruslana 7. Finnország – Susan Aho 8. Norvégia – Nadia Hasnaoui 9. Örményország – Luszine Tovmaszján 10. Macedónia – Krisztina Taleszka 11. Izland – Ragnhildur Steinunn Jónsdóttir 12. Szlovákia – Mária Pietrová 13. Egyesült Királyság – Alex Jones 14. Dánia – Lise Rønne 15. Ausztria – Kati Bellowitsch | 1. Lengyelország – Odeta Moro-Figurska 2. Svédország – Danny Saucedo 3. San Marino – Nicola Della Valle 4. Németország – Ina Müller 5. Azerbajdzsán – Safura 6. Szlovénia – Klemen Slakonja 7. Törökország – Ömer Önder 8. Svájc – Cécile Bähler 9. Görögország – Lena Aroni 10. Grúzia – Sofia Nizharadze 11. Franciaország – Cyril Féraud 12. Szerbia – Dušica Spasić 13. Horvátország – Nevena Rendeli 14. Fehéroroszország – Lejla Iszmailava 15. Románia – Malvina Cservenschi | 1. Albánia – Leon Menkshi 2. Málta – Kelly Schembri 3. Portugália – Joana Teles 4. Magyarország – Novodomszky Éva 5. Litvánia – Giedrius Masalskis 6. Bosznia-Hercegovina – Ivana Vidmar 7. Írország – Derek Mooney 8. Spanyolország – Elena S. Sánchez 9. Izrael – Ofer Nachshon 10. Észtország – Piret Järvis 11. Moldova – Geta Burlacu 12. Belgium – Maureen Louys 13. Lettország – Aisha |

### Ponttáblázat
|                     | Szavazók   |                     |       |          |              |          |            |            |             |             |               |             |       |                    |         |             |         |          |              |           |        |               |         |         |        |               |          |         |              |             |       |            |              |            |           |         |           |        |          |           |        |                  |            |    |
| Össz                | Finnország | Bosznia-Hercegovina | Dánia | Litvánia | Magyarország | Írország | Svédország | Észtország | Görögország | Oroszország | Franciaország | Olaszország | Svájc | Egyesült Királyság | Moldova | Németország | Románia | Ausztria | Azerbajdzsán | Szlovénia | Izland | Spanyolország | Ukrajna | Szerbia | Grúzia | Lengyelország | Norvégia | Albánia | Örményország | Törökország | Málta | San Marino | Horvátország | Portugália | Hollandia | Belgium | Szlovákia | Ciprus | Bulgária | Macedónia | Izrael | Fehéroroszország | Lettország |    |
| Finnország          | 57         |                     |       | 5        | 1            |          | 3          | 7          | 7           |             |               |             |       | 5                  |         |             | 2       |          |              |           |        | 10            |         |         |        |               | 5        | 12      |              |             |       |            |              |            |           |         |           |        |          |           |        |                  |            |    |
| Bosznia-Hercegovina | 125        |                     |       |          |              |          |            | 8          |             | 3           |               | 5           | 4     | 12                 |         |             | 7       |          | 12           |           | 12     |               |         |         | 12     |               |          | 4       | 7            |             | 10    |            |              | 7          |           | 8       |           |        |          | 2         | 12     |                  |            |    |
| Dánia               | 134        |                     |       |          |              |          | 12         | 10         | 10          |             |               | 7           |       |                    | 5       |             | 6       |          |              |           | 8      | 12            |         |         |        |               | 3        | 7       |              |             |       | 5          | 4            |            |           | 12      |           | 6      | 3        | 7         |        | 10               | 1          | 6  |
| Litvánia            | 63         |                     |       |          |              |          | 10         |            |             |             | 2             |             |       |                    | 6       |             |         | 1        |              |           |        |               | 1       |         | 7      | 12            | 12       | 3       |              |             |       |            |              | 2          |           |         |           |        |          |           |        |                  |            | 7  |
| Magyarország        | 53         | 12                  |       |          |              |          |            | 5          |             |             |               | 2           |       |                    |         |             |         | 7        | 2            | 2         |        | 5             | 6       | 4       | 8      |               |          |         |              |             |       |            |              |            |           |         |           |        |          |           |        |                  |            |    |
| Írország            | 119        | 10                  | 2     | 12       |              |          |            | 12         |             |             |               |             |       |                    | 12      |             | 8       |          | 4            |           |        | 4             | 7       |         |        |               | 1        |         |              |             |       | 8          |              |            | 6         | 5       | 7         | 8      |          | 3         |        |                  |            | 10 |
| Svédország          | 185        | 6                   | 5     | 10       |              | 10       | 4          |            | 12          | 6           | 1             | 10          |       |                    | 3       | 3           |         | 3        |              | 3         | 4      | 7             | 5       | 1       | 1      | 1             |          | 10      |              | 4           | 4     | 6          | 6            | 4          |           | 10      | 4         | 10     | 10       |           | 6      | 12               | 4          |    |
| Észtország          | 44         | 7                   |       | 2        | 7            |          | 7          |            |             |             |               |             |       |                    |         | 6           |         |          |              |           |        |               |         | 2       |        |               |          | 2       |              |             |       |            |              |            |           |         | 2         |        |          |           |        | 5                |            | 4  |
| Görögország         | 120        |                     |       |          |              | 8        |            |            |             |             | 8             |             | 2     | 2                  |         | 1           | 10      | 8        |              | 8         |        |               |         | 6       | 3      | 6             |          |         | 10           | 7           |       |            | 8            |            |           |         | 8         |        | 12       | 10        | 3      |                  |            |    |
| Oroszország         | 77         |                     |       |          | 6            | 3        |            |            | 5           | 1           |               |             |       |                    |         | 5           | 5       |          |              | 4         |        | 1             |         | 8       | 4      | 4             |          |         | 4            | 8           |       |            |              |            |           |         |           |        | 2        | 4         |        | 8                | 5          |    |
| Franciaország       | 82         | 4                   | 4     |          |              |          |            |            |             | 12          | 3             |             | 1     |                    |         | 2           |         |          |              |           |        |               | 10      | 5       |        | 2             |          |         | 2            | 5           |       | 1          | 3            | 6          | 2         |         | 12        |        | 7        |           |        |                  |            | 1  |
| Olaszország         | 189        | 3                   | 6     |          | 10           | 4        | 5          |            | 6           | 10          |               | 8           |       | 4                  | 7       |             | 3       | 6        | 6            | 1         | 3      | 3             | 12      |         | 2      | 7             | 10       |         | 12           | 6           |       | 10         | 12           |            | 10        |         | 6         |        | 1        |           | 1      |                  | 3          | 12 |
| Svájc               | 19         |                     |       |          |              |          |            |            |             |             |               |             |       |                    | 10      |             |         |          |              |           |        |               |         |         | 5      |               |          |         |              |             |       |            |              |            |           |         |           | 4      |          |           |        |                  |            |    |
| Egyesült Királyság  | 100        |                     |       | 3        | 3            |          | 6          |            |             | 2           | 4             | 1           | 10    |                    |         | 4           |         |          |              | 5         | 1      | 2             |         | 3       |        |               |          | 1       | 6            | 2           | 6     | 7          | 2            |            | 3         |         |           |        | 4        | 12        | 5      | 1                | 2          | 5  |
| Moldova             | 97         |                     |       |          | 4            |          | 8          |            |             |             | 7             | 4           | 8     |                    | 8       |             | 4       | 12       | 5            | 7         |        |               |         | 7       |        | 5             |          |         |              |             |       |            |              |            | 5         |         | 1         | 5      |          |           |        |                  | 7          |    |
| Németország         | 107        |                     | 3     | 8        | 2            |          |            | 6          |             | 4           |               | 3           | 6     | 8                  |         |             |         |          | 10           |           | 7      | 6             | 3       |         |        |               | 4        | 5       |              |             | 3     |            |              | 1          |           | 7       | 5         |        |          |           |        |                  | 8          | 8  |
| Románia             | 77         |                     |       | 4        |              | 1        | 1          |            | 1           |             |               |             | 12    |                    |         | 12          |         |          | 1            | 6         |        |               | 8       |         |        |               |          |         |              |             | 5     |            |              |            |           | 4       | 10        |        |          | 6         |        | 6                |            |    |
| Ausztria            | 64         | 1                   | 7     | 1        |              | 2        |            | 4          |             |             |               |             |       | 7                  | 2       |             | 12      |          |              |           | 5      |               |         |         |        | 3             |          |         |              | 3           | 1     | 2          |              | 3          |           | 1       |           | 3      |          | 5         | 2      |                  |            |    |
| Azerbajdzsán        | 221        | 5                   | 8     |          | 8            | 7        |            | 3          | 8           | 5           | 12            | 6           |       | 1                  |         | 10          |         | 10       | 8            |           |        | 8             |         | 10      |        | 8             | 8        |         | 8            |             | 12    | 12         | 10           | 10         | 8         | 6       | 3         | 7      | 8        |           |        | 4                | 6          | 2  |
| Szlovénia           | 96         |                     | 12    | 7        |              | 6        | 2          |            | 2           |             | 5             |             |       |                    |         |             | 1       | 4        | 3            |           |        |               |         |         | 10     |               |          |         |              |             | 2     | 3          | 1            | 12         | 1         | 2       |           | 1      | 6        |           | 10     | 3                |            | 3  |
| Izland              | 61         | 8                   | 1     | 6        |              | 12       |            | 1          |             |             |               |             | 5     | 10                 | 4       |             |         |          |              |           |        |               | 2       |         |        |               |          | 8       |              |             |       |            |              |            | 4         |         |           |        |          |           |        |                  |            |    |
| Spanyolország       | 50         |                     |       |          |              |          |            |            | 4           |             |               | 12          |       | 3                  | 1       |             |         | 5        |              |           | 2      |               |         |         |        |               |          |         | 5            |             |       |            |              |            | 12        |         |           | 2      |          |           | 4      |                  |            |    |
| Ukrajna             | 159        |                     |       |          |              |          |            | 2          |             | 7           | 10            |             | 7     |                    |         | 8           |         | 2        |              | 12        | 6      |               |         |         | 6      | 10            | 2        |         | 3            | 12          | 7     | 4          |              | 5          | 7         |         |           | 12     | 5        | 8         | 7      | 7                | 10         |    |
| Szerbia             | 85         | 2                   | 10    |          | 5            |          |            |            |             |             |               |             | 3     | 6                  |         |             |         |          | 7            |           | 10     |               | 4       |         |        |               | 6        | 6       | 1            | 1           |       |            | 5            | 8          |           | 3       |           |        |          |           | 8      |                  |            |    |
| Grúzia              | 110        |                     |       |          | 12           | 5        |            |            | 3           | 8           | 6             |             |       |                    |         | 7           |         |          |              | 10        |        |               |         | 12      |        |               | 7        |         |              | 10          | 8     |            | 7            |            |           |         |           |        |          | 1         |        | 2                | 12         |    |

A sorok a fellépés, az oszlopok előbb a döntősök, majd az elődöntőben kiesettek fellépési sorrendjében vannak rendezve.

### Zsűri és nézői szavazatpontok külön
A teljes zsűri és nézői pontokat külön-külön, 2011 májusában hozta nyilvánosságra az EBU.
| Helyezés | Nézői szavazat      | Pontszám | Zsűri               | Pontszám |
| -------- | ------------------- | -------- | ------------------- | -------- |
| 1.       | Azerbajdzsán        | 223      | Olaszország         | 251      |
| 2.       | Svédország          | 221      | Azerbajdzsán        | 182      |
| 3.       | Görögország         | 176      | Dánia               | 168      |
| 4.       | Ukrajna             | 168      | Szlovénia           | 160      |
| 5.       | Egyesült Királyság  | 166      | Ausztria            | 145      |
| 6.       | Bosznia-Hercegovina | 151      | Írország            | 119      |
| 7.       | Oroszország         | 138      | Ukrajna             | 117      |
| 8.       | Grúzia              | 138      | Szerbia             | 111      |
| 9.       | Németország         | 113      | Svédország          | 106      |
| 10.      | Írország            | 101      | Németország         | 104      |
| 11.      | Olaszország         | 99       | Franciaország       | 90       |
| 12.      | Moldova             | 98       | Bosznia-Hercegovina | 90       |
| 13.      | Szerbia             | 89       | Románia             | 86       |
| 14.      | Románia             | 79       | Görögország         | 84       |
| 15.      | Franciaország       | 76       | Moldova             | 82       |
| 16.      | Spanyolország       | 73       | Grúzia              | 79       |
| 17.      | Magyarország        | 64       | Finnország          | 75       |
| 18.      | Dánia               | 61       | Észtország          | 74       |
| 19.      | Izland              | 60       | Izland              | 72       |
| 20.      | Litvánia            | 55       | Litvánia            | 66       |
| 21.      | Finnország          | 47       | Magyarország        | 60       |
| 22.      | Szlovénia           | 39       | Egyesült Királyság  | 57       |
| 23.      | Észtország          | 32       | Svájc               | 53       |
| 24.      | Ausztria            | 25       | Spanyolország       | 38       |
| 25.      | Svájc               | 2        | Oroszország         | 25       |

### 12 pontos országok
Az alábbi országok kaptak 12 pontot a döntőben:
| Darab        | Jutalmazott ország                    | Szavazó ország                                 |
| ------------ | ------------------------------------- | ---------------------------------------------- |
| 5            | Bosznia-Hercegovina                   | Ausztria, Macedónia, Szerbia, Szlovénia, Svájc |
| 4            | Olaszország                           | Albánia, Spanyolország, Lettország, San Marino |
| 3            |                                       |                                                |
| Azerbajdzsán | Málta, Oroszország, Törökország       |                                                |
| Dánia        | Írország, Izland, Hollandia           |                                                |
| Grúzia       | Fehéroroszország, Litvánia, Ukrajna   |                                                |
| Írország     | Dánia, Egyesült Királyság, Svédország |                                                |
| Ukrajna      | Örményország, Azerbajdzsán, Szlovákia |                                                |
| 2            | Spanyolország                         | Franciaország, Portugália                      |
| 2            | Franciaország                         | Belgium, Görögország                           |
| 2            | Litvánia                              | Grúzia, Lengyelország                          |
| 2            | Románia                               | Olaszország, Moldova                           |
| 2            | Szlovénia                             | Bosznia-Hercegovina, Horvátország              |
| 2            | Svédország                            | Észtország, Izrael                             |
| 1            | Ausztria                              | Németország                                    |
| 1            | Finnország                            | Norvégia                                       |
| 1            | Görögország                           | Ciprus                                         |
| 1            | Magyarország                          | Finnország                                     |
| 1            | Izland                                | Magyarország                                   |
| 1            | Moldova                               | Románia                                        |
| 1            | Egyesült Királyság                    | Bulgária                                       |

## Galéria

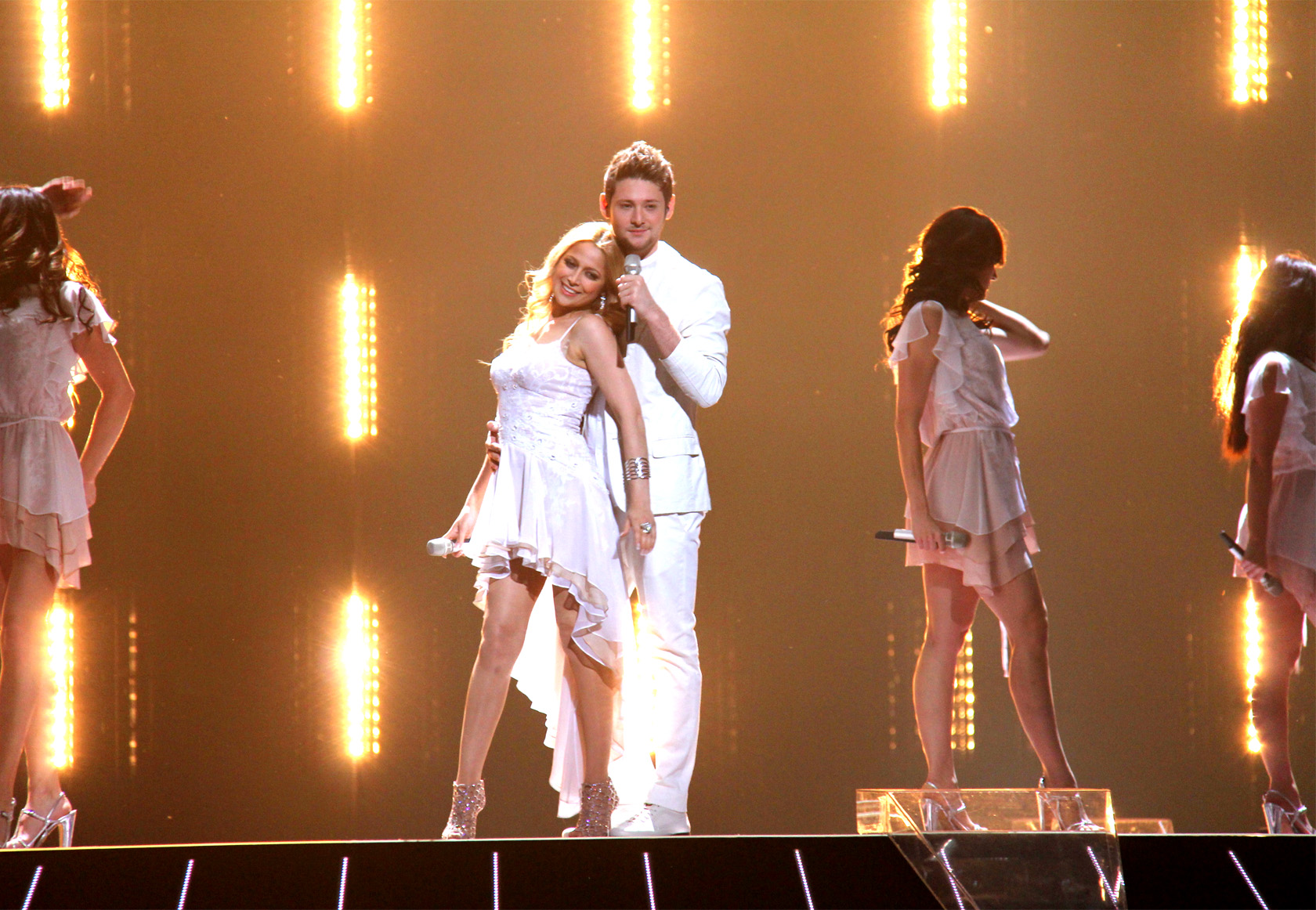
1. Ell és Nikki Azerbajdzsán
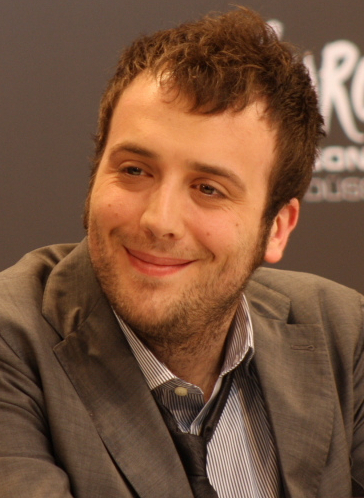
2. Raphael Gualazzi Olaszország
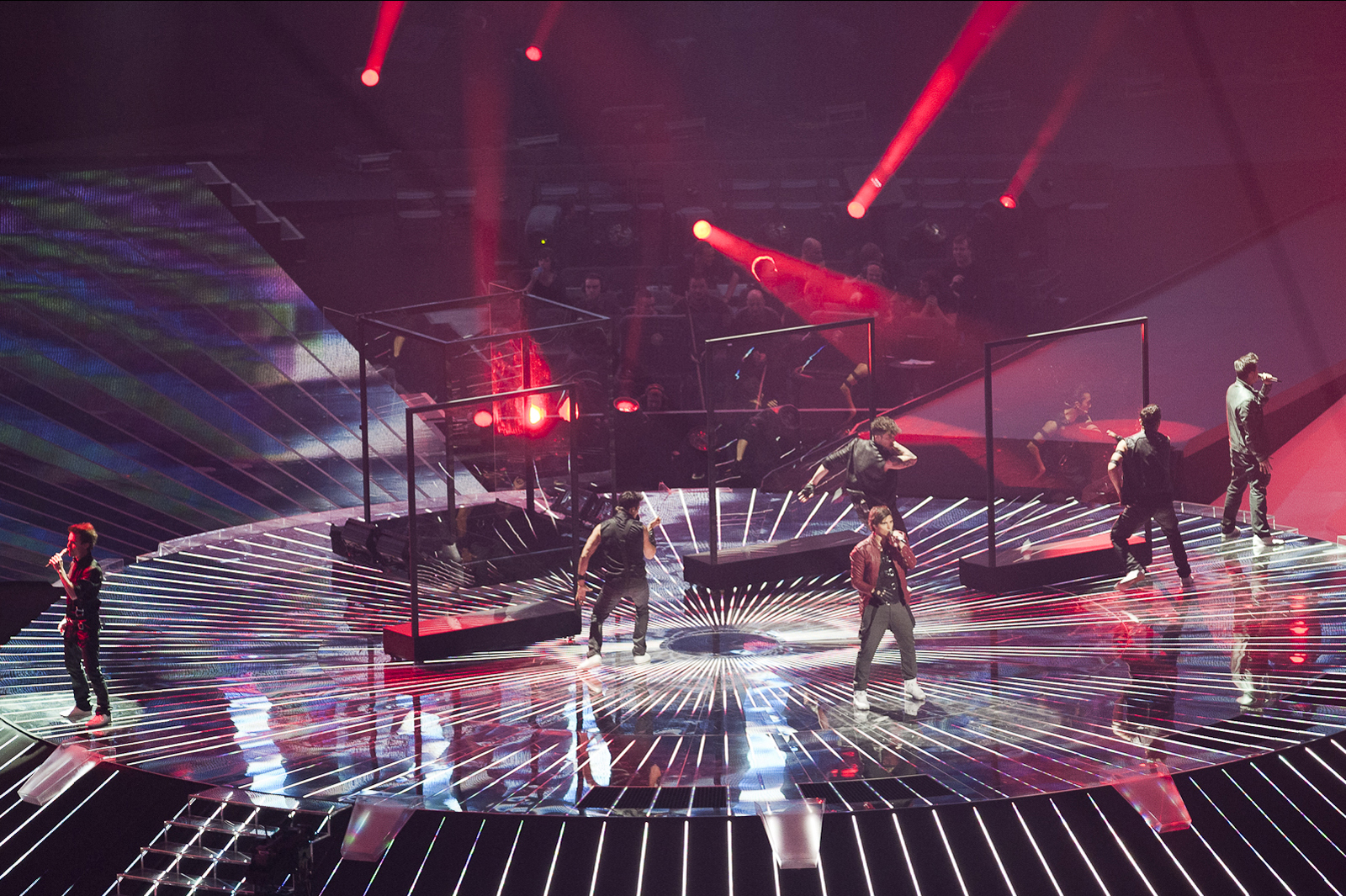
3. Eric Saade Svédország
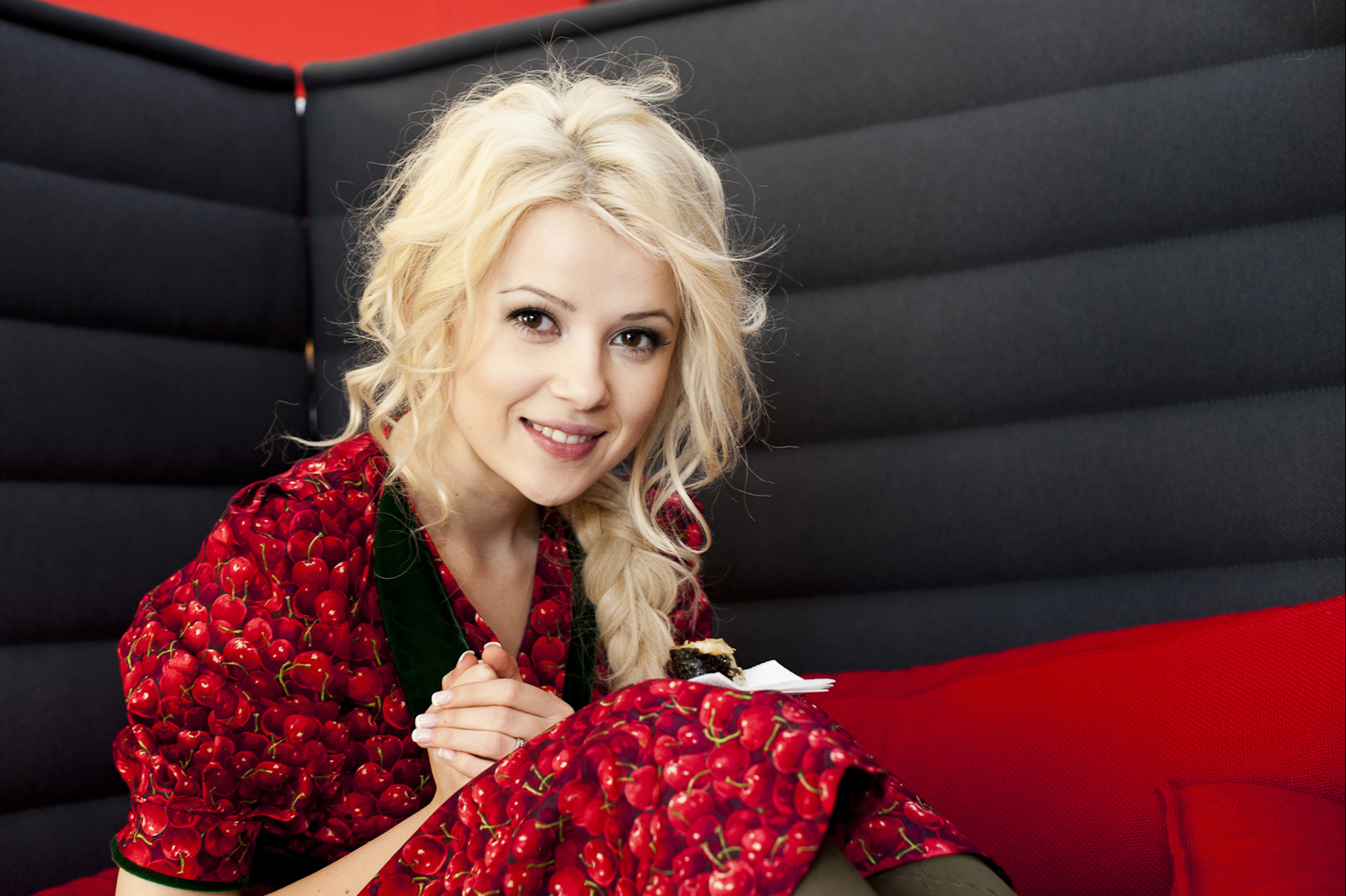
4. Mika Newton Ukrajna
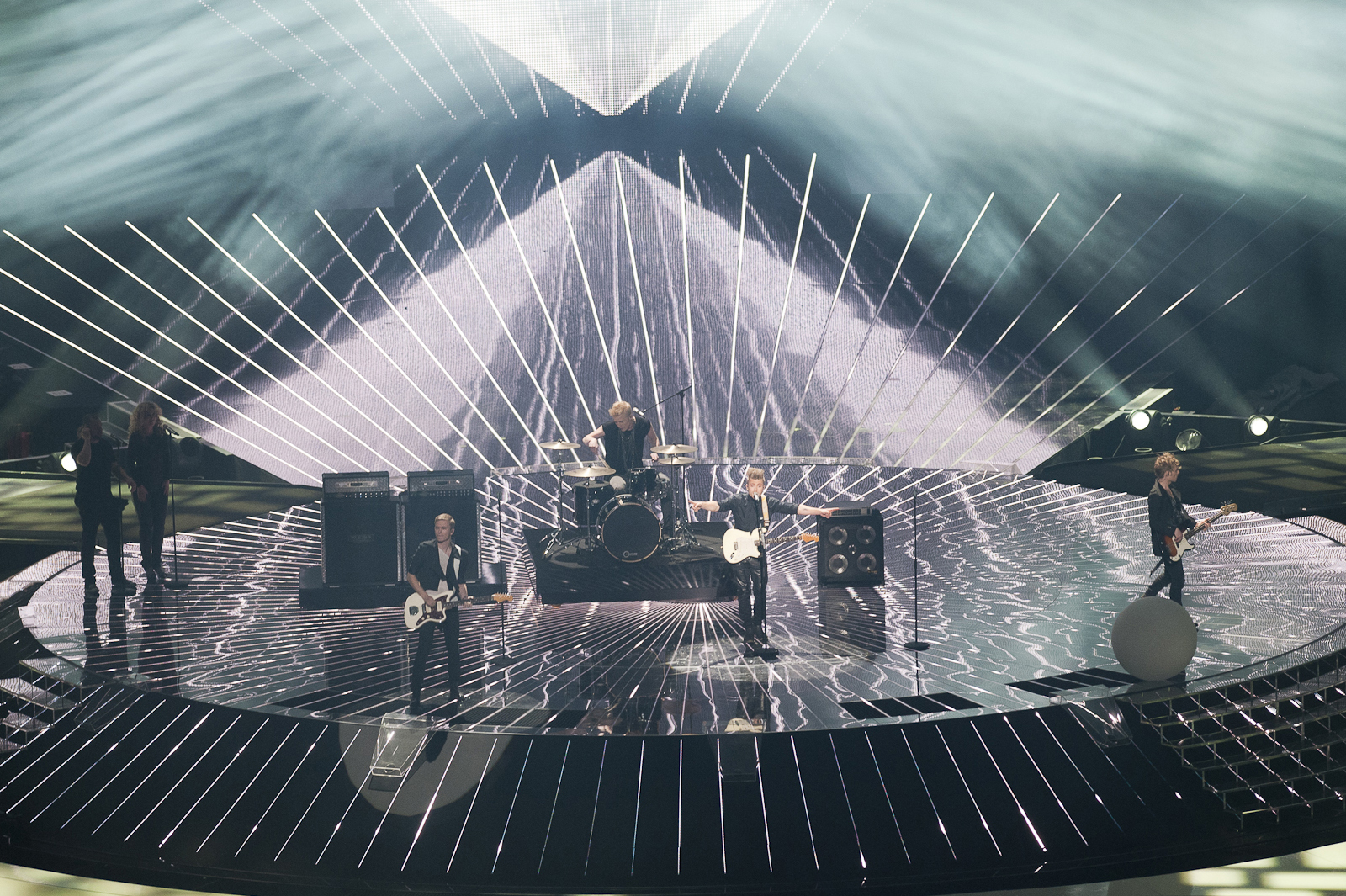
5. A Friend In London Dánia
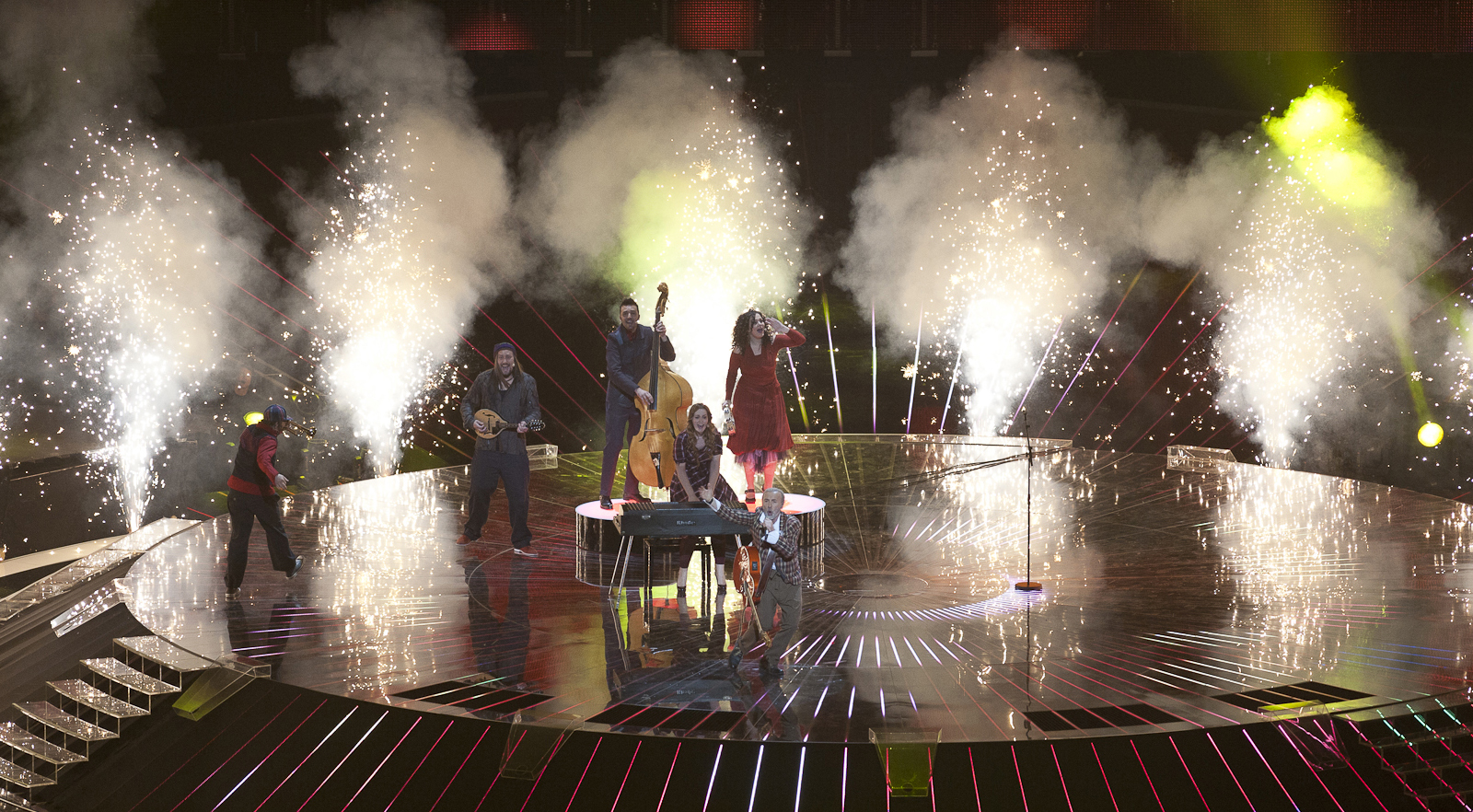
6. Dino Merlin Bosznia-Hercegovina
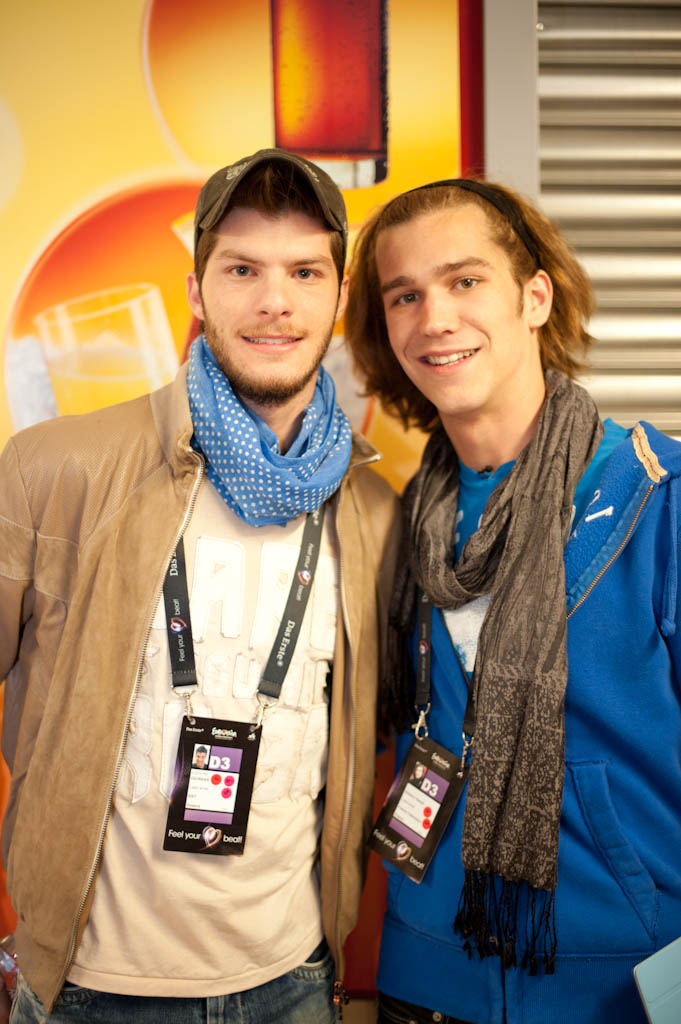
7. Loucas Yiorkas Görögország (A képen a francia Amaury Vassilivel)
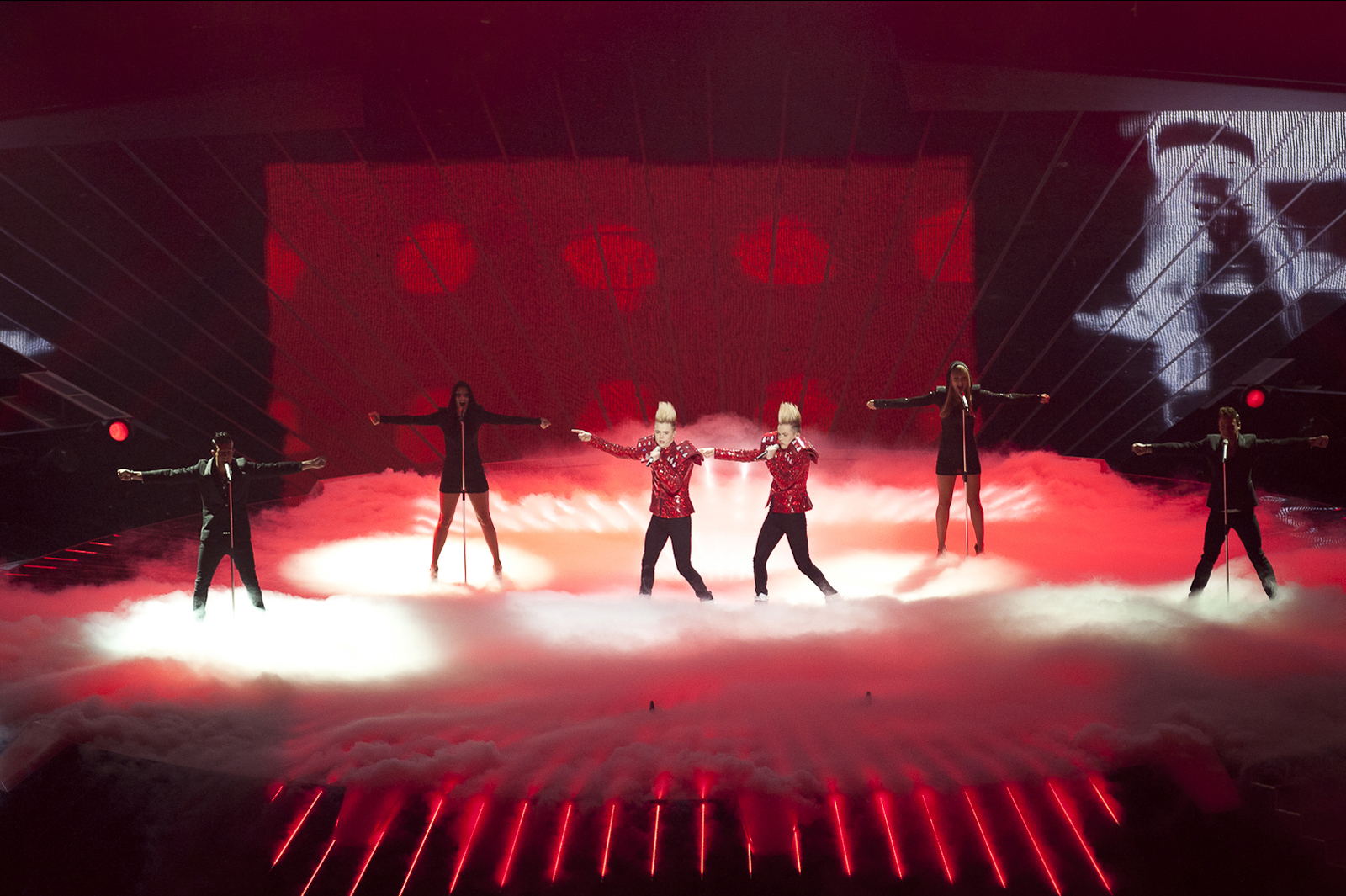
8. Jedward Írország
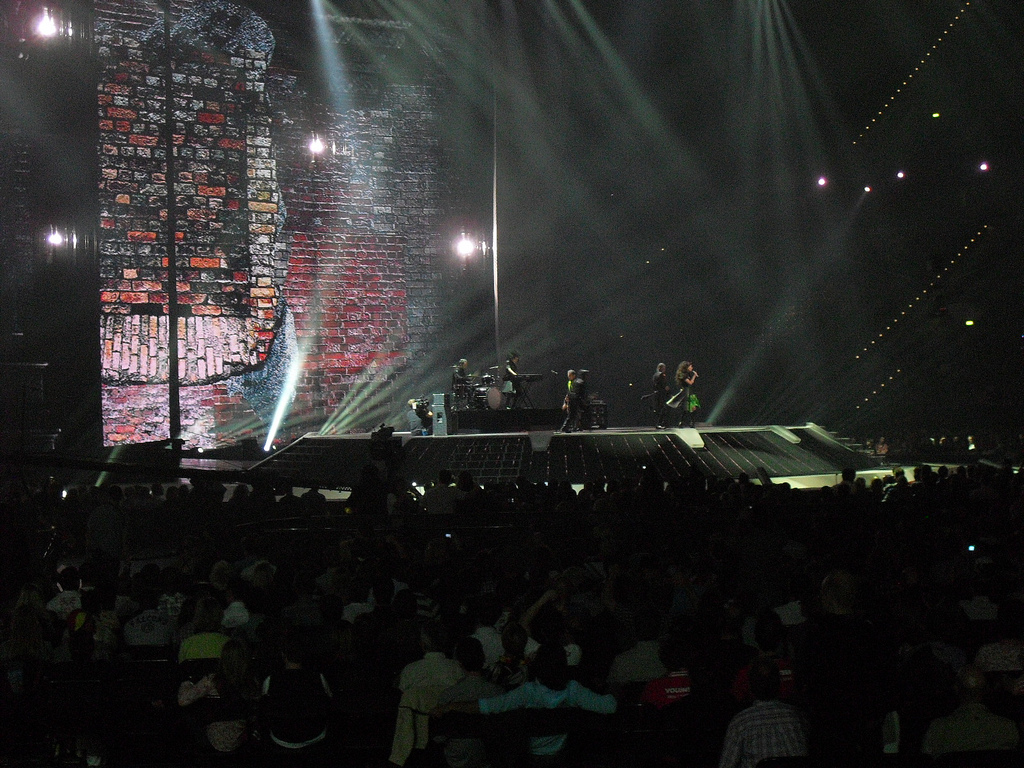
9. Eldrine Grúzia
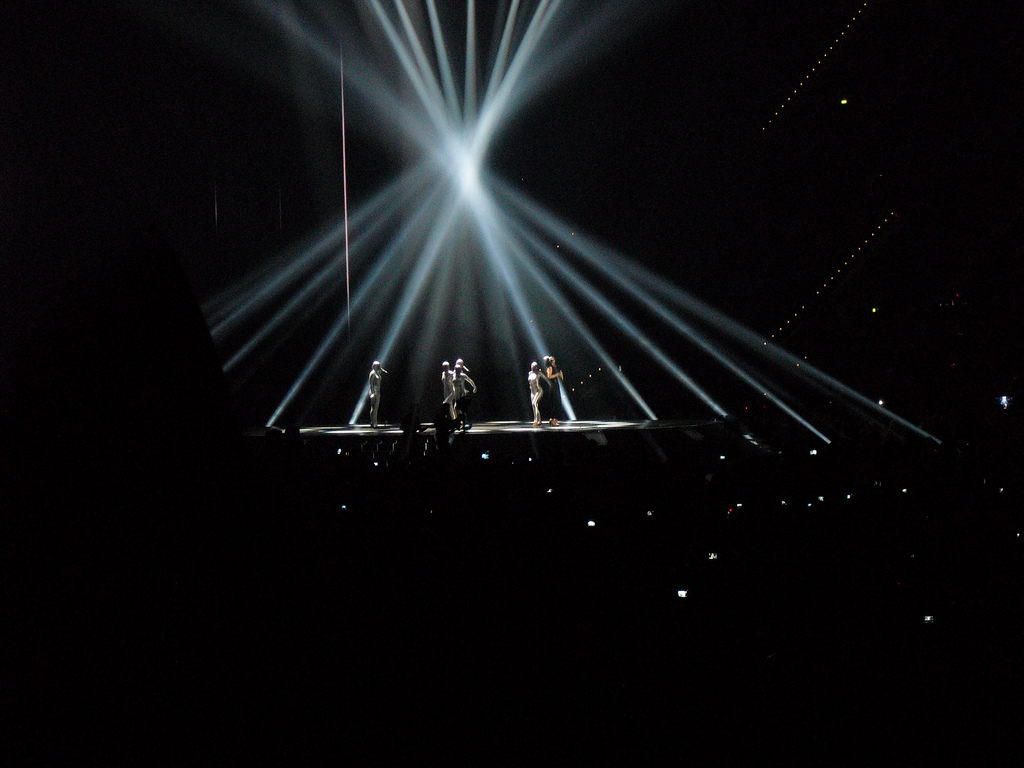
10. Lena Németország

## Nézettség
A 4+-os adatok a teljes lakosságra, a 18–49-es adatok a célközönségre vonatkoznak.
A műsor magyarországi nézettsége:
| Epizód           | Sugárzás                         | M1                   | M1                   | M1                  | M1                  |
| Epizód           | Sugárzás                         | Teljes lakosság (4+) | Teljes lakosság (4+) | Célközönség (18–49) | Célközönség (18–49) |
| Epizód           | Sugárzás                         | AMR                  | Arány (SHR%)         | AMR                 | Arány (SHR%)        |
| ---------------- | -------------------------------- | -------------------- | -------------------- | ------------------- | ------------------- |
| Első elődöntő    | 2011. május 10., kedd 21:00      | 798 715              | 20,3                 | 356 782             | 20,5                |
| Második elődöntő | 2011. május 12., csütörtök 21:00 | 337 187              | 8,8                  | 126 010             | 7,3                 |
| Döntő            | 2011. május 14., szombat 21:00   | 1 048 610            | 30,2                 | 500 639             | 32,1                |

## Térkép

A döntő résztvevői
Az elődöntőkben kiesett országok
Országok, melyek korábban részt vettek, de ebben az évben nem